# Louis-Ernest Barrias
Pour les articles homonymes, voir Barrias.
Louis-Ernest Barrias né le 13 avril 1841 à Paris et mort le 4 février 1905 dans la même ville, est un sculpteur français.

## Biographie

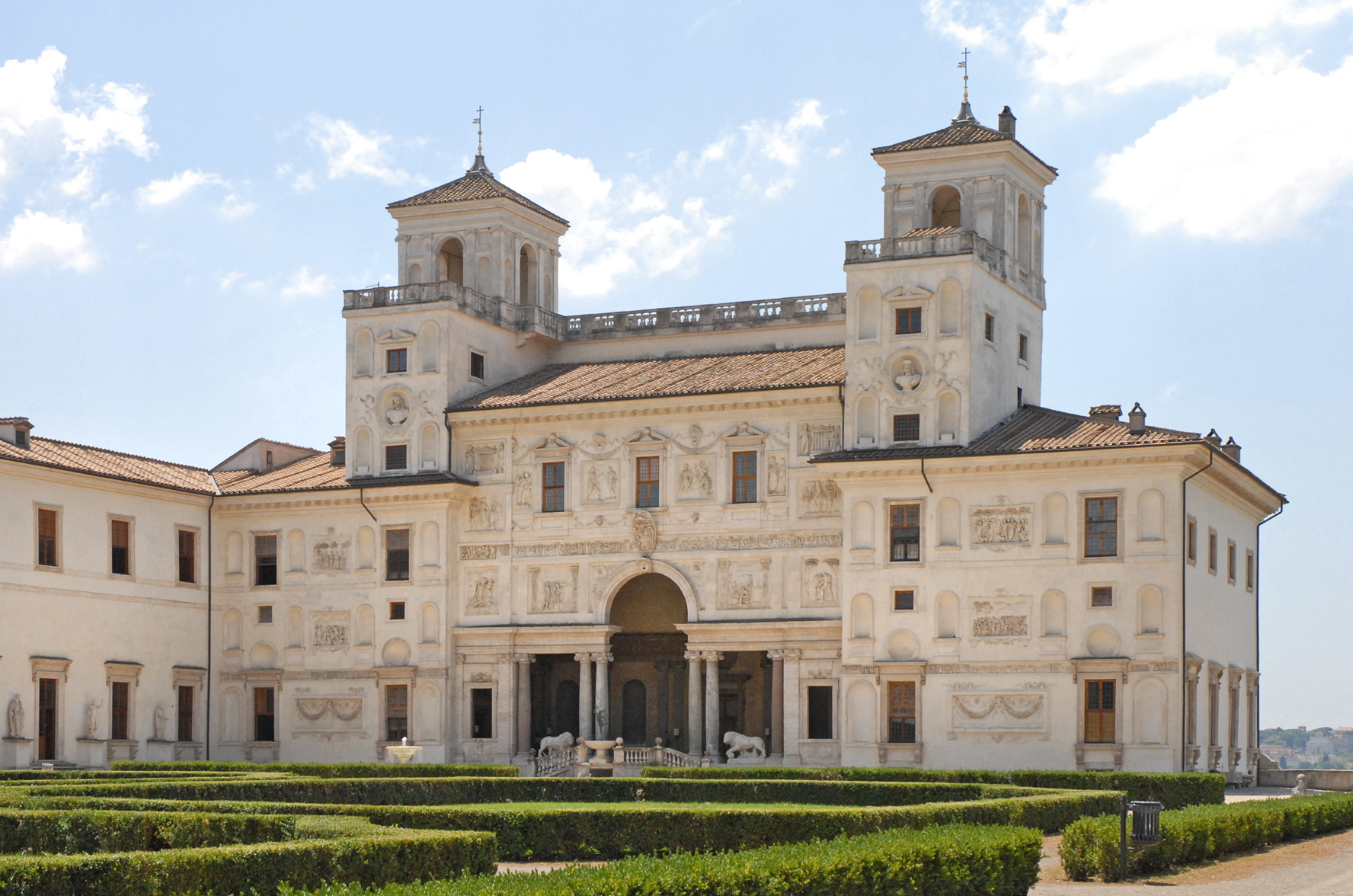
Villa Médicis (Académie de France à Rome).

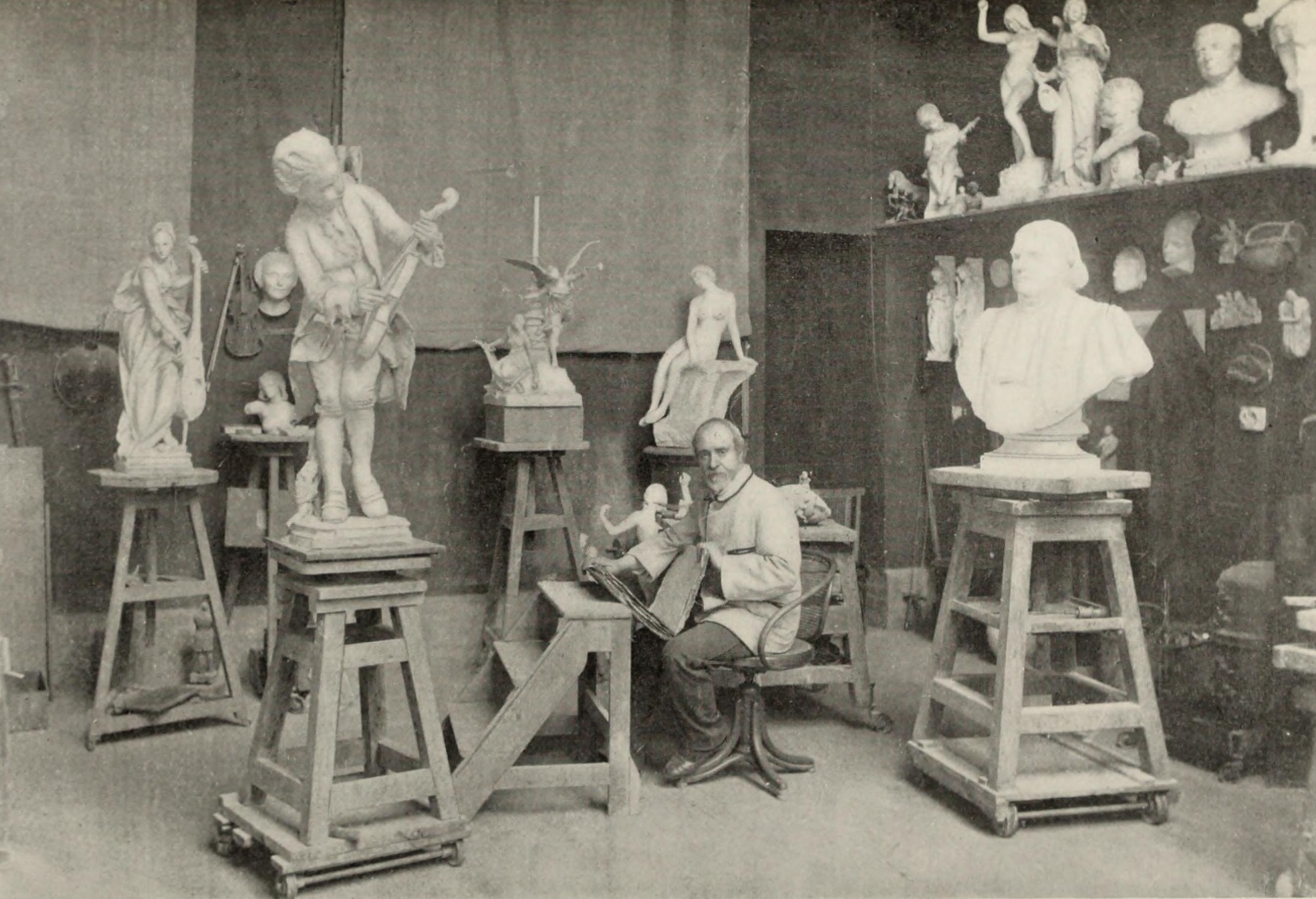
Louis-Ernest Barrias dans son atelier, photographie anonyme.

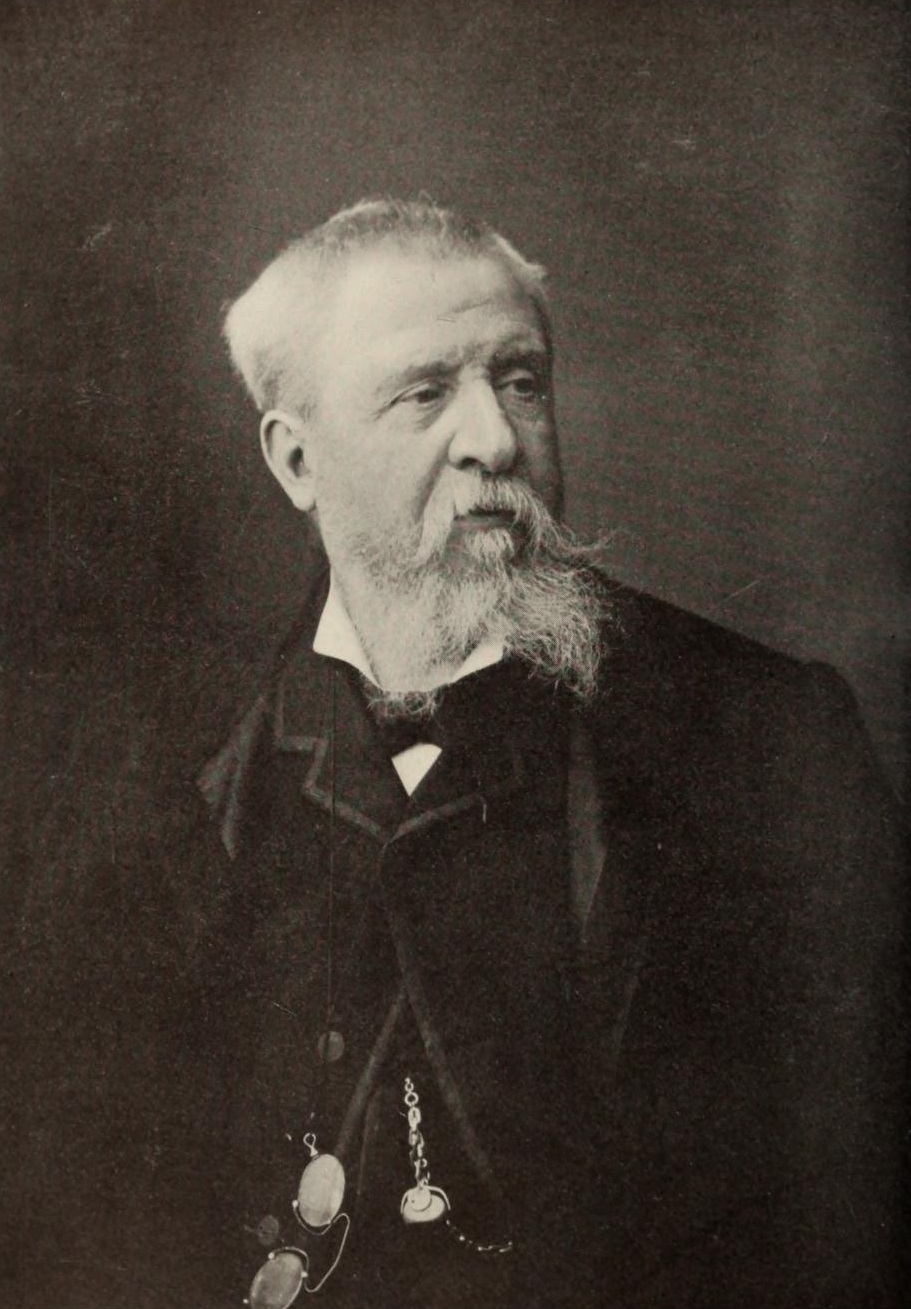
Louis-Ernest Barrias au soir de sa vie.

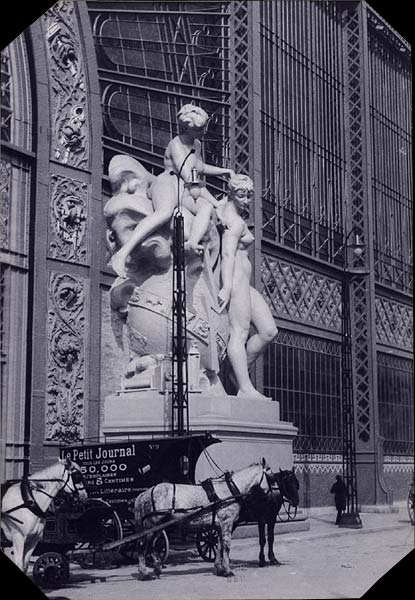
L'Électricité, porte de la galerie des machines, Exposition universelle de 1889.

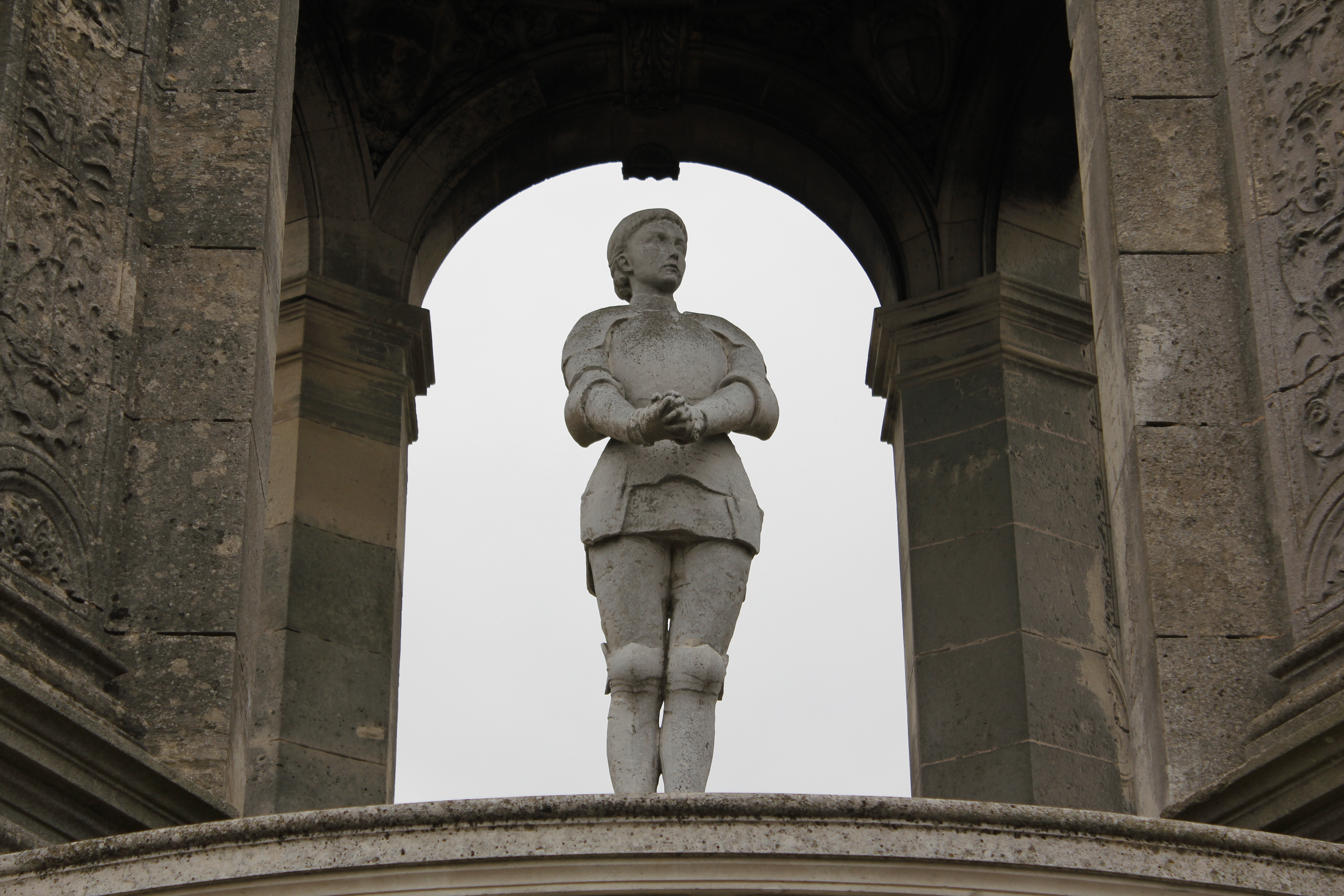
Jeanne d'Arc, basilique Notre-Dame de Bonsecours.

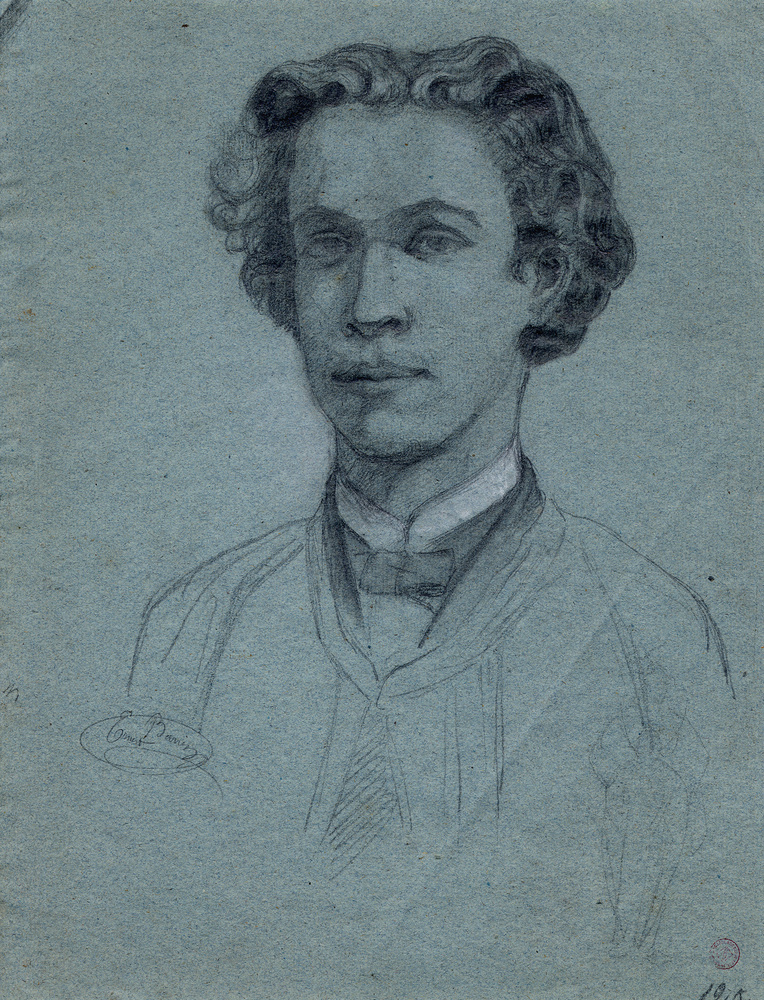
Portrait dessiné de Jean-Désiré Ringel d'Illzach (1868), musée d'Art moderne et contemporain de Strasbourg.

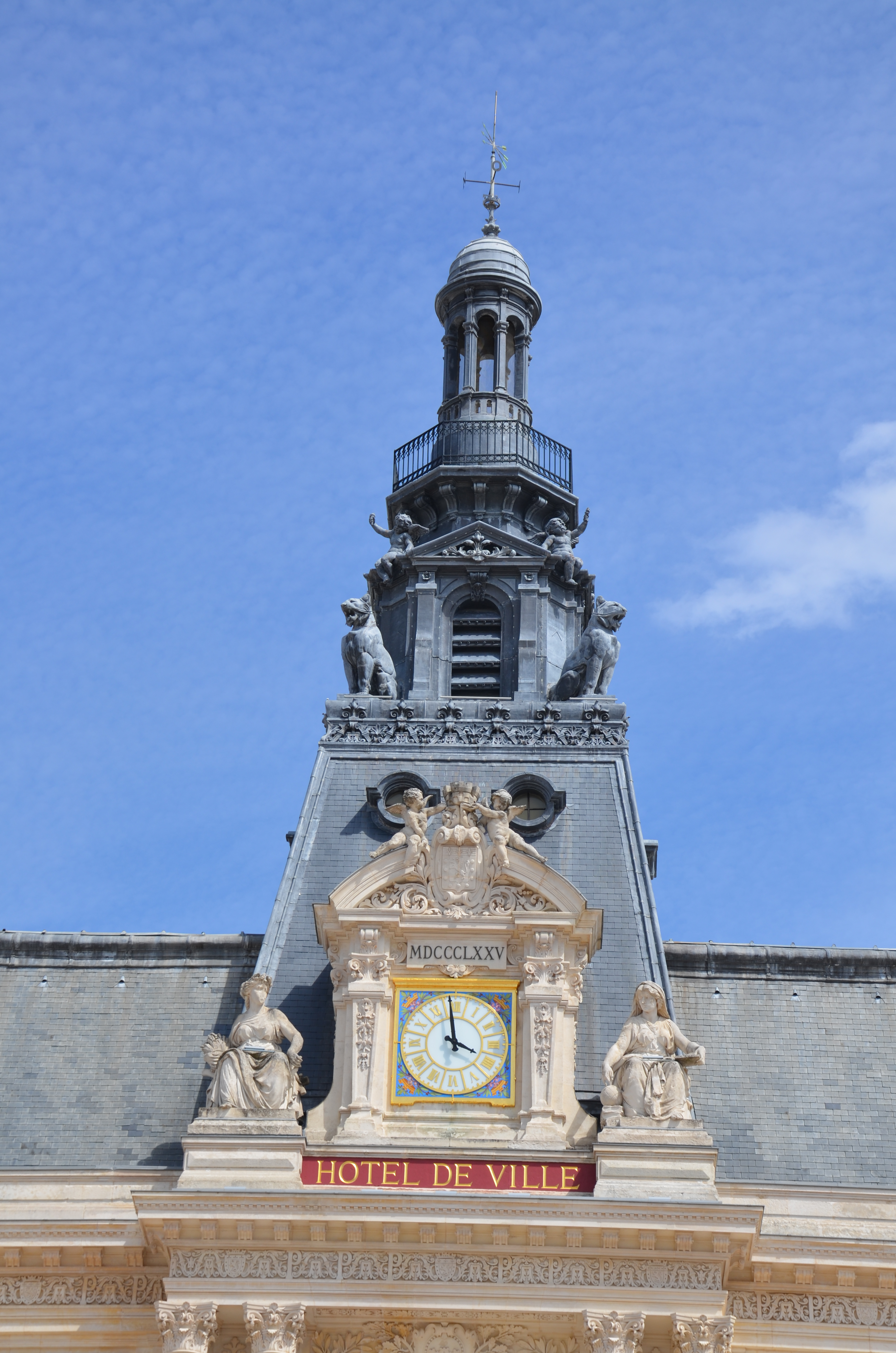
L'Agriculture et La Science (1873), hôtel de ville de Poitiers.

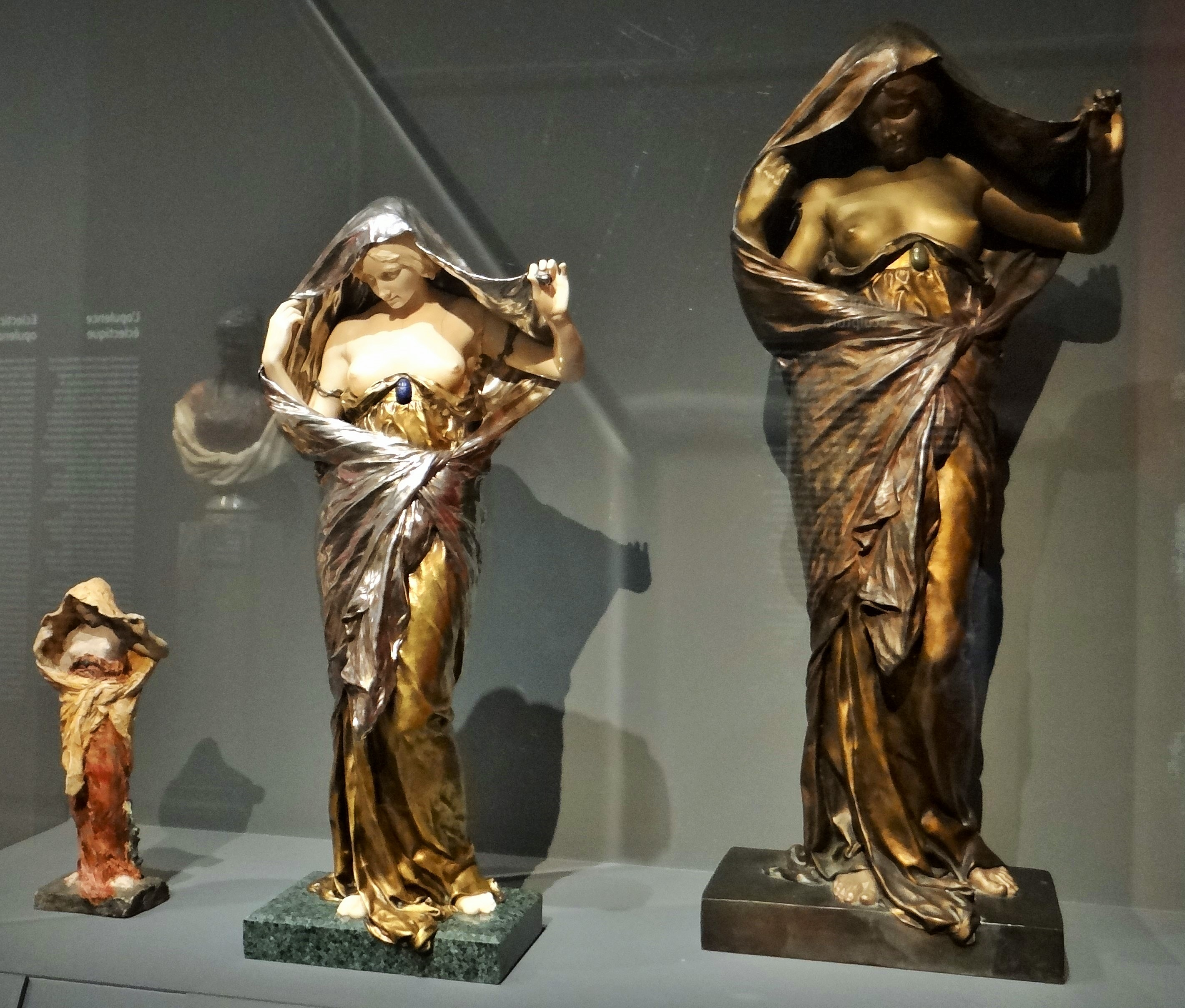
La Nature se dévoilant à la Science (1884-1899), plâtre peint, Paris, musée Carnavalet (à gauche) ; (1903), statue chryséléphantine, Paris, musée des arts décoratifs (au centre) ; (1899), bronze doré, Paris, musée d'Orsay (à droite).

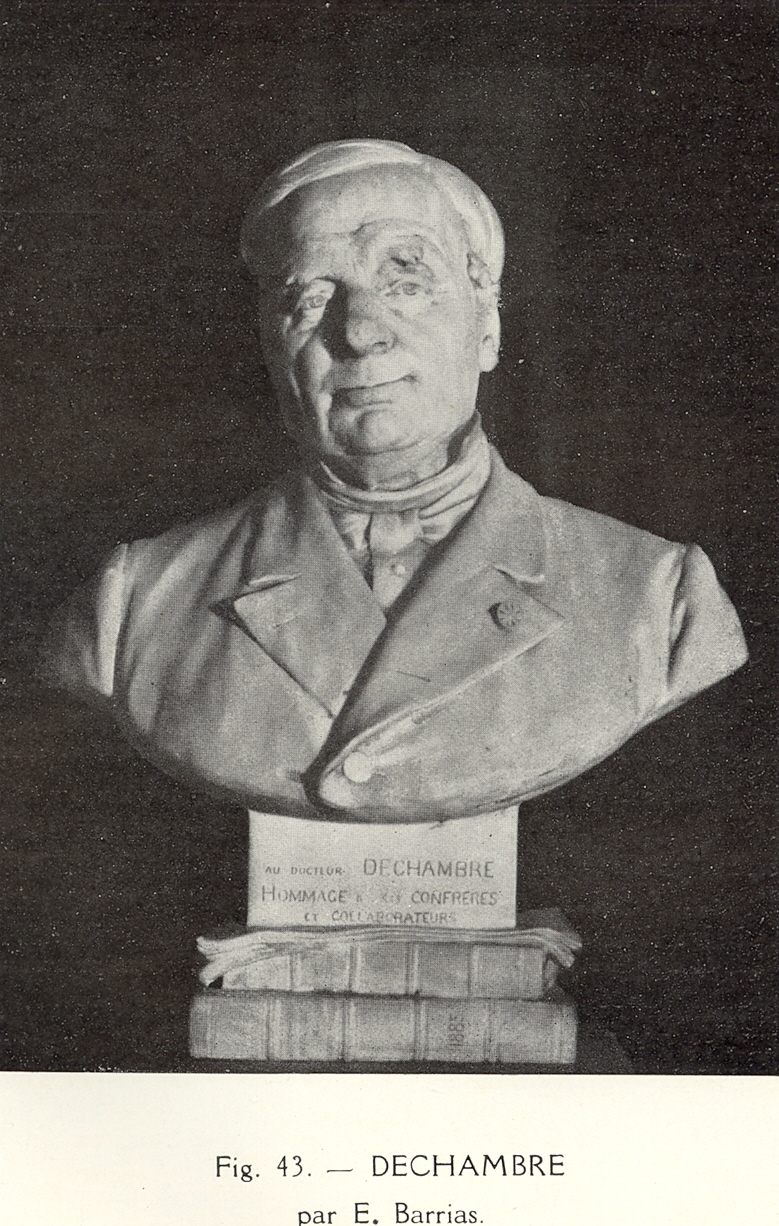
Buste d'Amédée Dechambre (1885), Paris, Académie nationale de médecine.

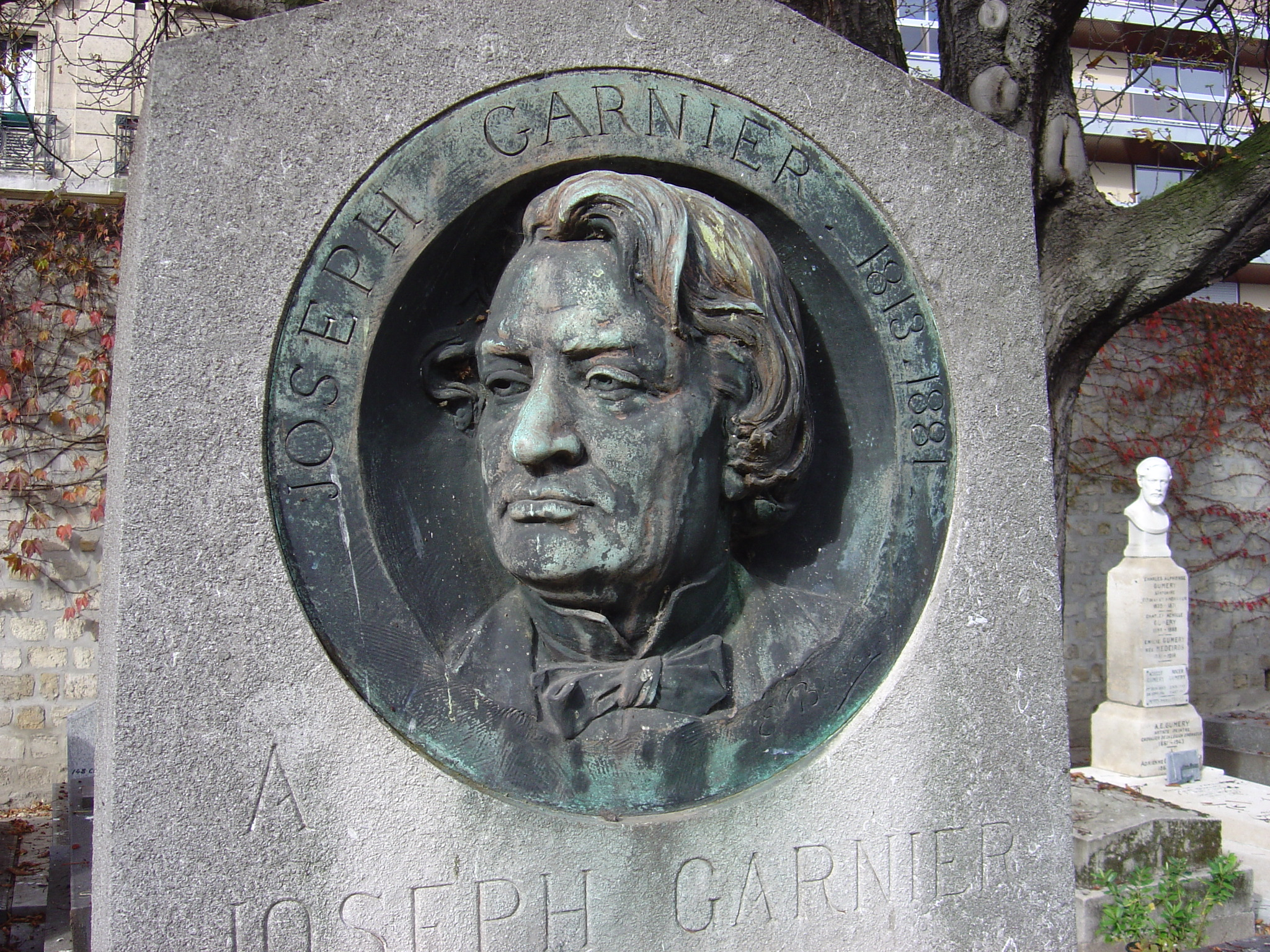
Tombe de Joseph Garnier, cimetière de Montmartre.

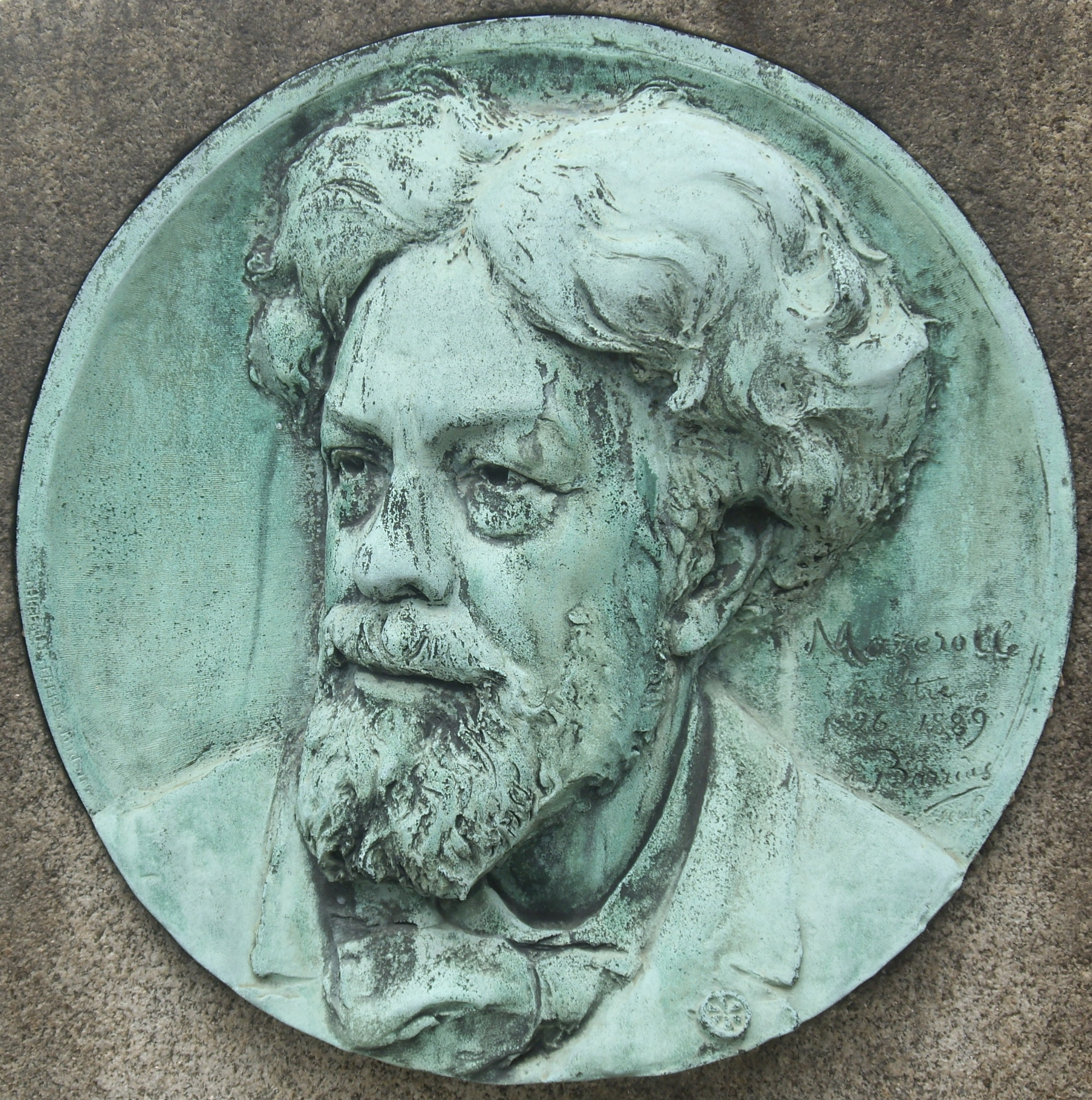
Tombe d'Alexis-Joseph Mazerolle, cimetière du Montparnasse.

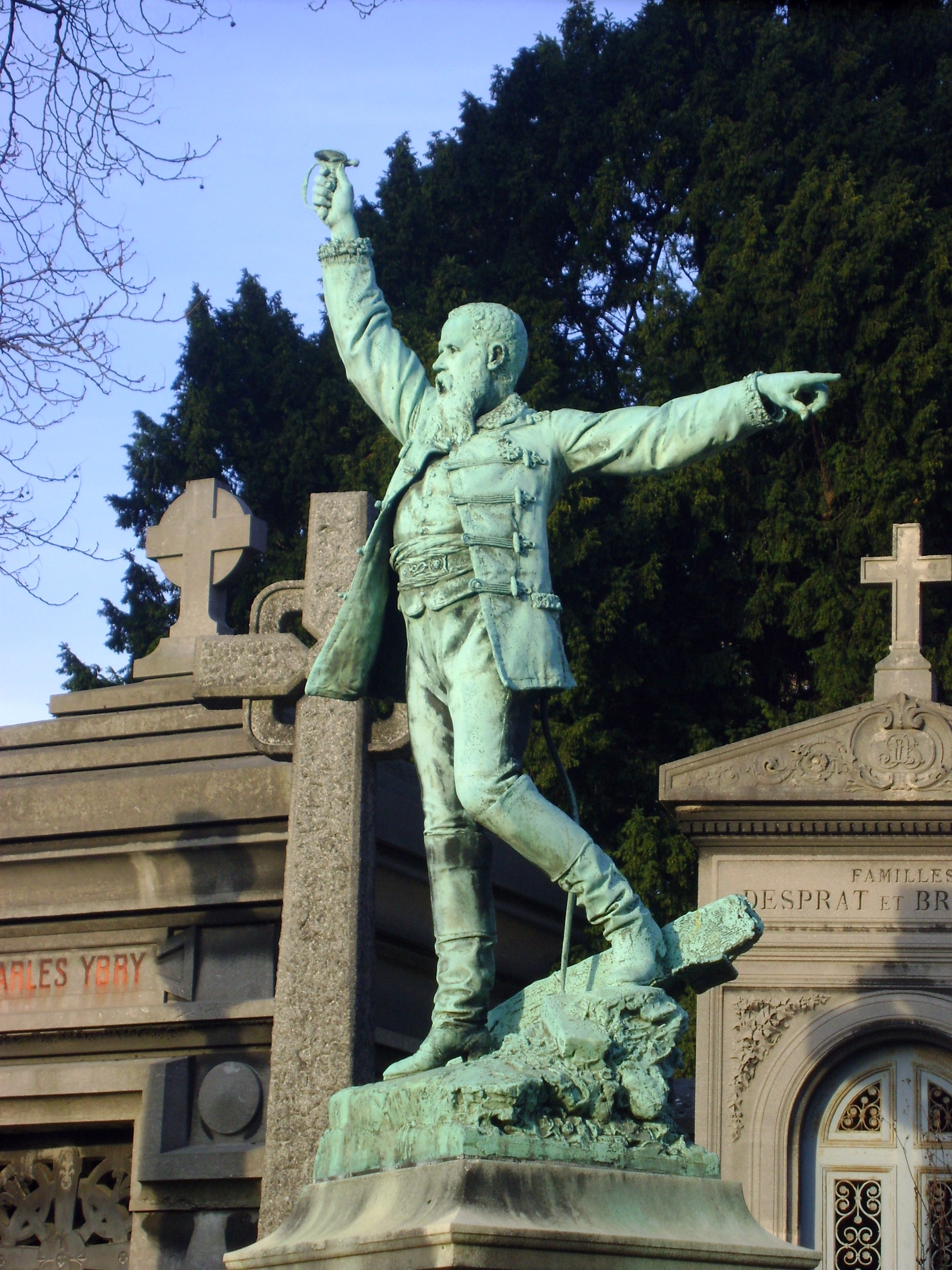
Monument Anatole de La Forge, cimetière du Père-Lachaise.

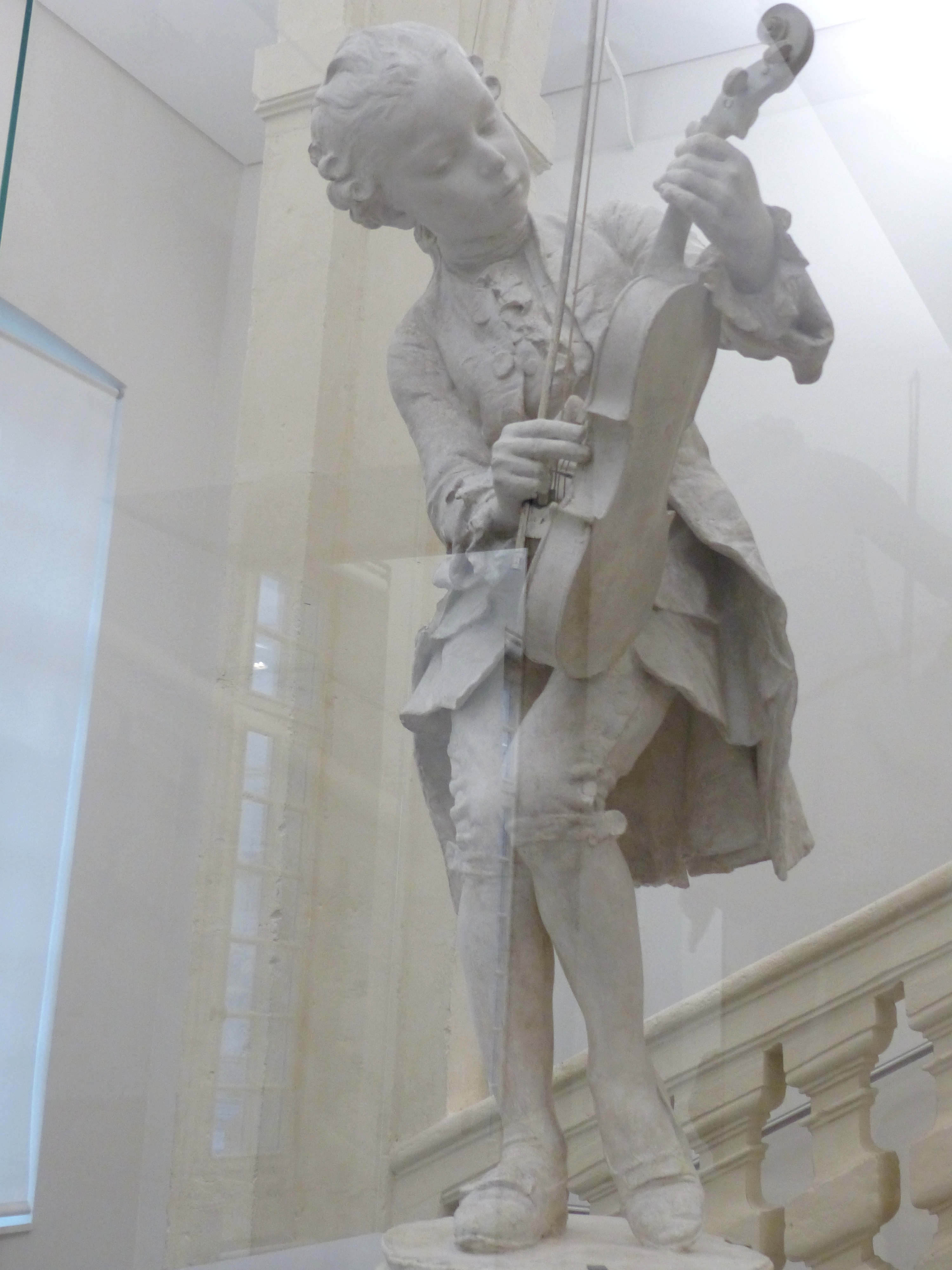
Mozart enfant (1887), Montpellier, musée Fabre.

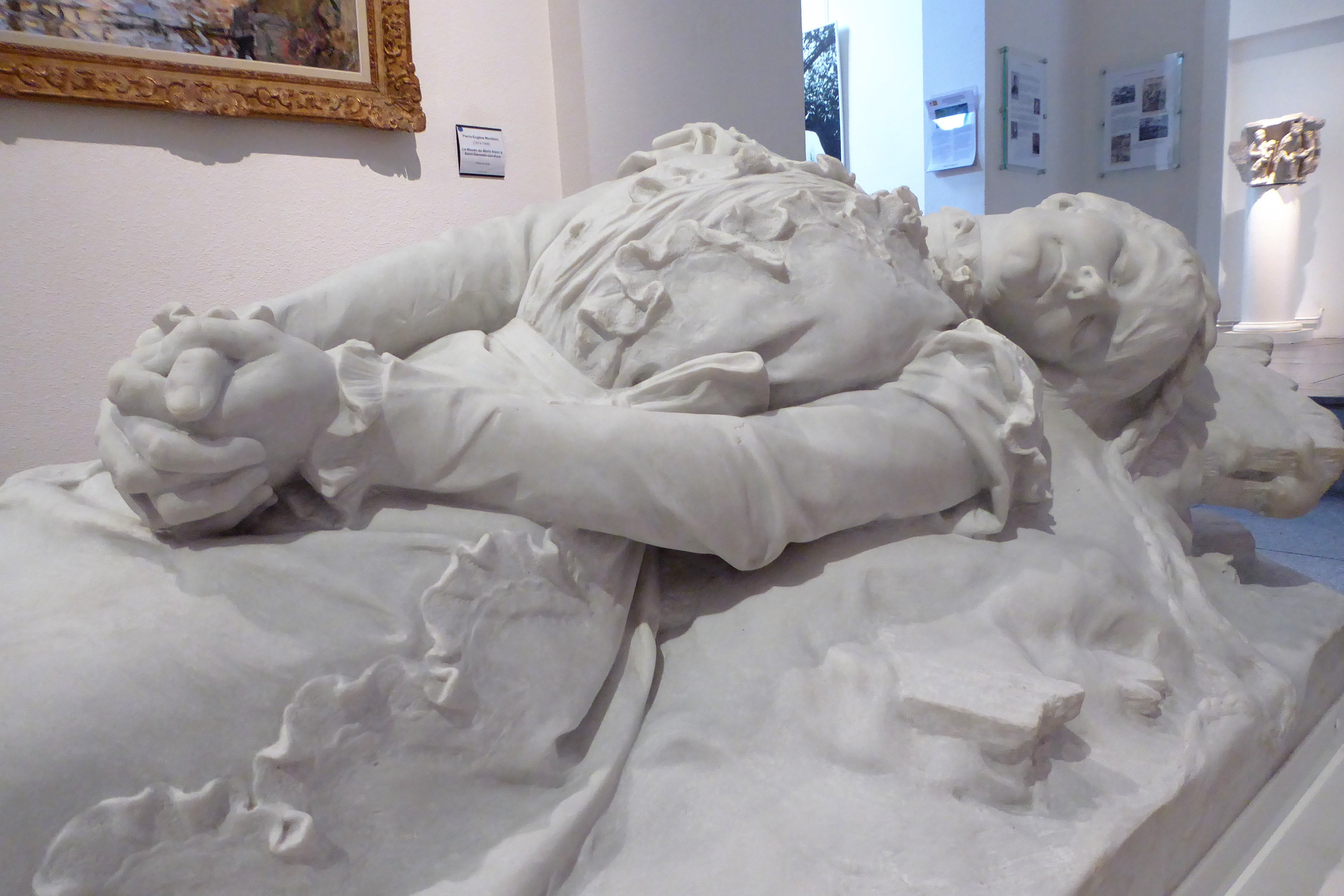
Détail du Gisant de Sophie-Charlotte en Bavière (1904), musée d'Art et d'Histoire de Dreux.

Louis-Ernest Barrias est issu d'une famille d'artistes. Son père est peintre sur porcelaine et son frère aîné, Félix-Joseph Barrias (1822-1907), est un peintre reconnu. Louis-Ernest Barrias s'oriente vers des études artistiques. Entré à l'École des beaux-arts de Paris en 1858, d'abord chez le sculpteur Jules Cavelier et le peintre Léon Cogniet, il délaisse la peinture pour s'orienter vers la sculpture sous la direction de François Jouffroy. Second Prix de Rome en 1861 pour Chryséis rendue à son père par Ulysse, il obtient le Prix de Rome en 1865 avec La fondation de Marseille et est engagé sur le chantier de l'Opéra de Paris.
Barrias séjourne à l'Académie de France à Rome et « devient à son retour en France l'un des plus brillants espoirs de l'École française de sculpture » : si, constate Françoise Cachin, « Paul Dubois, Henri Chapu et Alexandre Falguière constitue le noyau de ce que l'on appelle les néo-florentins », Louis-Ernest Barrias figure bien parmi ceux qui, à leur suite, « se convainquirent que le XVe siècle n'est pas aussi gothique qu'on a voulu le dire et que les Donatello, les Andrea del Verrocchio, les Mino da Fiesole, les Bernardo Rossellino et autres barbares ont vu assez clair dans l'âme humaine : à la suite de cette découverte inattendue, une évolution s'est faite dans l'idéal. La sculpture redevint vivante ».
C'est dans ce contexte que l'on observe que Le serment de Spartacus de Barrias « offre, dans le corps du supplicié, un écho de la Mise au tombeau de Michel-Ange au Duomo de Florence ». Il produit par la suite de nombreuses œuvres sculptées, la plupart en marbre. En 1881, il est récompensé par une médaille d'honneur des beaux-arts et nommé chevalier de la Légion d'honneur en 1878, puis promu officier en 1881 et commandeur en 1900. L'artiste remplace Auguste Dumont à l'Institut en 1884, puis succède à Jules Cavelier comme professeur aux Beaux-Arts de Paris, où, parmi ses élèves les plus notables, on compte Victor Ségoffin, Charles Despiau et Paul Landowski.
Il a eu trois enfants : Paul (1875-1973), qui deviendra un architecte réputé, lauréat du 2e second grand prix de Rome en 1901; Daniel (1883-1969), qui embrassera la carrière militaire, et Madeleine (1877-1925).
Louis-Ernest Barrias meurt des suites d'un refroidissement le 4 février 1905 à son domicile  au 9, avenue des Chasseurs dans le 17e arrondissement de Paris. Il est inhumé à Paris au cimetière de Passy (8e division).
Une partie de son œuvre est visible dans les lieux publics à Paris, au musée d'Orsay ou au cimetière du Père-Lachaise.

## Expositions

### Expositions collectives
- Salon de peinture et de sculpture (puis Salon des artistes français), à partir de 1861[2], notamment : 1878 (médaille d'honneur pour Les premières funérailles)[1], 1893 (La Nature se dévoilant à la Science)[8].
- Exposition universelle de 1873, Vienne (Autriche).
- Exposition universelle de 1878, Paris.
- Exposition nationale des Beaux-Arts, Paris, 1883.
- Exposition universelle de 1889 (galerie des machines), Paris, L'Électricité.
- Exposition universelle de 1900, Paris, L'Électricité.
- Exposition universelle de 1905, Liège.
- The colour of sculpture, 1840-1910, Musée Van Gogh, Amsterdam, juillet-novembre 1996, puis Henry Moore Institute, Leeds, décembre 1996 - avril 1997.
- 1869 : Watteau et Chardin entrent au Louvre - La collection Louis La Caze, musée du Louvre, puis Musée des Beaux-Arts de Pau, 2007.
- Masterpieces from the Louvre : the collection of Louis La Caze, Wallace Collection, Londres, 2008.
- En couleurs - La sculpture polychrome en France, 1850-1910, musée d'Orsay, juin-septembre 2018[9].

### Exposition personnelle
- La Défense de Saint-Quentin, musée Antoine-Lécuyer, Saint-Quentin, octobre 2020 - janvier 2021[10].

## Œuvres dans les collections publiques

### Argentine
- Buenos Aires, musée national des Beaux-Arts.

### Canada
- Québec, Musée national des beaux-arts du Québec[11],[12]:
  - Buste de Paul Barrias, fils de l'artiste, 1876, bronze ;
  - Buste de Daniel Barrias, fils de l'artiste, 1886, terre cuite ;
  - Blaise Pascal, 1887, bronze ;
  - Bacchante courant, 1889, métal argenté ;
  - La Première Naissance, 1891, bronze ;
  - La Chimère, 1897, bronze ;
  - Le Printemps, 1902, marbre.

### Danemark
- Copenhague, Ny Carlsberg Glyptotek : Les Premières Funérailles.

### États-Unis
- Baltimore, Walters Art Museum.
- Boston, Musée des Beaux-Arts.
- Chicago, Smart Museum of Art, Université de Chicago, La Nature se dévoilant à la Science[13].
- Cleveland, Cleveland Museum of Art.
- New York :
  - Metropolitan Museum of Art, Anatole de La Forge, médaillon bronze[14].
  - musée d'Art Dahesh, La Fille de Bou Saâda[15].
- Oberlin (Ohio), Allen Memorial Art Museum : Jeanne d'Arc prisonnière.
- Washington :
  - Hirshhorn Museum and Sculpture Garden.
  - National Gallery of Art : La Nature se dévoilant devant la Science, statue en bronze, ancienne collection Frank Anderson Trapp.

### Finlande
- Helsinki, galerie nationale de Finlande.

### France
- Angers, musée des Beaux-Arts, Les premières funérailles, plâtre, 1883[16].
- La Boissière-École, château de La Boissière : 
  - Buste d'Olympe Hériot, bronze[17];
  - Buste d'Auguste Hériot, bronze[18].
- Bonsecours, basilique Notre-Dame, esplanade : Monument à Jeanne d'Arc, 1894, statue en marbre[19].
- Bordeaux, musée des Beaux-Arts : La Nature se dévoilant à la Science, 1893, plâtre original avec traces de mise-aux-points[20].
- Bourbon-Lancy, musée Saint-Nazaire de Bourbon-Lancy : Monument à Victor Schœlcher, 1896, groupe en plâtre original[21].
- Cayenne, place Victor-Schœlcher : Monument à Victor Schœlcher, 1896-1897, groupe en bronze[22].
- Chambéry, musée des Beaux-Arts, buste de Victor Hugo, plâtre[23].
- Cosne-Cours-sur-Loire, musée de la Loire :
  - Buste de jeune fille, terre cuite[24];
  - La Nature se dévoilant à la Science, esquisse plâtre[25];
  - Femme acéphale nue, debout, terre cuite[26];
  - Homme acéphale nu s'asseyant sur une stèle, statuette[27].
- Courbevoie : La Défense de Paris, 1883, groupe en bronze. Ce monument remplace une statue de Napoléon Ier qui a surmonté la colonne Vendôme de 1833 à 1863. Il a donné son nom au « carrefour de Courbevoie », devenu « rond-point de la Défense », puis au quartier d'affaires éponyme.
- Dijon, musée des Beaux-Arts : La Fille de Bou Saâda, 1890, plâtre.
- Dreux, musée d'Art et d'Histoire : Gisant de Sophie-Charlotte en Bavière, duchesse d'Alençon (1847-1947), morte dans l'incendie du bazar de la Charité, 1904, marbre blanc, initialement situé dans la chapelle royale de Dreux[28],[29].
- Épernay, hôpital Auban-Moët : Le Refuge, ou Monument à Victor Auban, 1899[30].
- Eu, musée Louis-Philippe : La Duchesse d'Alençon, buste plâtre d'après Barrias[31].
- Grenoble, musée de Grenoble :
  - Lavoisier dans son laboratoire, 1900, bas-relief en plâtre patiné[32];
  - Lavoisier à l'Académie, 1900, bas-relief en plâtre patiné[33].
- Lille, palais des beaux-arts :
  - Monument de la défense de Saint-Quentin ;
  - Louis-Jules André, médaillon bronze[34].
- Lyon, palais des Beaux-Arts : Les Premières Funérailles, 1878, groupe en plâtre original, médaille d'honneur du Salon de 1878. Groupe représentant Adam et Ève portant le corps d'Abel[35].
- Le Mans, musée de Tessé :
  - La Nature se dévoilant à la Science, bronze[36];
  - Ledru-Rollin, 1892, statue en plâtre[37].
- Montpellier, musée Fabre, L'enfant Mozart.
- Montréjeau, chapelle du château de Valmirande, Christ, 1904, marbre.
- Nemours, château-musée :
  - Monument à Victor Hugo, haut-relief en plâtre. Hugo entouré des personnages de ses romans : Esmeralda, Quasimodo, Cosette, Gavroche , Jean Valjean , les Travailleurs de la Mer, 131 × 203 cm, no inv. 1904.9.1[38];
  - Monument à Victor Hugo : la nuit du 4, haut-relief en plâtre. Hugo appelant à la résistance au coup d'État de Louis-Napoléon le 4 décembre 1851, 133 × 206 cm, no inv. 1904.8.1[38].
- Nice, musée des Beaux-Arts : 
  - Les Premières Funérailles, 1878, groupe en bronze ;
  - Le Refuge ou Monument à Victor Auban, esquisse en terre cuite.
- Nogent-sur-Seine, musée Camille-Claudel : La fille de Bou Saâda, bronze et marbre[39].
- Paris :
  - Académie nationale de médecine :
    - Buste d'Amédée Dechambre, 1885, marbre blanc[40];
    - Buste de Mathieu Hirtz, plâtre[41];
    - Buste de Jean-Marie Jacquemier, marbre blanc[42].

  - bibliothèque Richelieu, L'Étude, 1903.
  - boulevard de Port-Royal : Monument à Philippe Ricord, vers 1892, statue en bronze, envoyé à la fonte sous le régime de Vichy[43]
  - cimetière de Montmartre :
    - tombe de Joseph Garnier, portrait en médaillon[44];
    - La Fille de Bou Saâda, 1887, ornant la sépulture de Gustave Guillaumet.

  - cimetière du Montparnasse (7e division) : tombe d'Alexis-Joseph Mazerolle, portrait en médaillon.
  - cimetière du Père-Lachaise :
    - Tombe de Thomas Couture, 1879 ;
    - Tombe d'Antoine-Gaëtan Guérinot, 1891 ;
    - Tombe de Charles Jules Bigot, 1893 ;
    - Tombe d'Anatole de La Forge, 1893[45];
    - Tombe d'Emma Roslin, 1883.

  - Cité de la musique - Philharmonie de Paris : Buste d'Antoine-François Marmontel, 1885[46].
  - École nationale supérieure des beaux-arts :
    - Fondation de la ville de Marseille, 1865, bas relief plâtre[47];
    - Louis-Jules André, architecte, médaillon en bronze[48];
    - Julien Guadet, médaillon en bronze[49].

  - hôtel de la Païva : Virgile, 1865, statue en marbre ornant l'escalier.
  - jardin des Tuileries, près du grand bassin rond : Le Serment de Spartacus, 1869, groupe en marbre d'après un plâtre réalisé à la villa Médicis, installé en 1875.
  - lycée Henri-IV : Henri Regnault, 1871, buste en bronze[50].
  - musée du barreau : Jules Favre, buste en bronze.
  - musée du Louvre :
  - L'Architecture, plâtre, modèle pour un fronton du Pavillon de Marsan du musée du Louvre[51];
  - Louis Lacaze, médecin, peintre amateur, vers 1900-1901, buste en marbre[52].
  - musée d'Orsay :
    - Jeune fille de Mégare assise et filant, 1870, marbre[53];
    - Buste de Claire Eiffel (Madame Adolphe Salles, fille et assistante de Gustave Eiffel), plâtre, 1883[54];
    - L'enfant Mozart, bronze, 1887[55];
    - Les Nubiens ou Les Chasseurs d'alligators, 1894, haut relief en plâtre[56].
    - La Nature se dévoilant à la Science, 1899, marbre, onyx, granit, malachite, lapis-lazuli. Cette première version fut commandée en 1889 pour orner la nouvelle façade de la faculté de médecine de Bordeaux. Des réductions de l'œuvre ont été éditées par la fonderie Susse[57].
    - Georges Clairin (1843-1919), peintre, buste terre cuite[58];
    - La Maçonnerie et la Serrurerie, vers 1872, haut-relief plâtre, esquisse pour le fronton d'un dessus de porte de l'avant-foyer de l'opéra Garnier de Paris[59];
    - Gustave Guillaumet, médaille bronze[60];
    - Julien Guadet, médaille bronze[61].

  - palais du Luxembourg, galerie des bustes du Sénat :
    - Buste de Sadi Carnot ;
    - Buste de Jules Dufaure.

  - Petit Palais : 
    - La Défense de Paris, plâtre patiné bronze[62],[63];
    - Les Premières Funérailles, 1883, groupe en marbre[64].

  - place de l'Odéon : Monument à Émile Augier, 1895, bronze, envoyé à la fonte sous le régime de Vichy[65].
  - place Victor-Hugo : Monument à Victor Hugo, 1902, bronze, envoyé à la fonte sous le régime de Vichy[66].
  - Sorbonne : 
    - Edmond Hébert, géologue, 1894, buste en marbre[67];
    - Bossuet, 1872, façade de la chapelle de la Sorbonne.

  - square des Épinettes : Monument à Maria Deraismes, 1898, bronze, envoyé à la fonte sous le régime de Vichy, restituée en 1983, à l'exception de la chaise[68].
  - square Félix-Desruelles : Monument à Bernard Palissy, 1883, statue en bronze[69].
  - université Paris Descartes : La Nature se dévoilant à la Science, statue en marbre.
- Pau, musée des Beaux-Arts : Fleurs d'hiver, 1884, statue en marbre[70].
- Poitiers, hôtel de ville : L'Agriculture[71]et La Science[72], 1873, statues en pierre cantonnant la grande horloge.
- Puteaux, Centre national des arts plastiques :
  - La Nature se dévoilant devant la Science, 1889, statue en plâtre[73];
  - La Défense de Saint-Quentin, groupe en bronze ;
  - Louis Lacaze, vers 1900, buste en plâtre[74].
- Reims, musée des Beaux-Arts : Le Refuge, 1909, plâtre, don de Madame Veuve Barrias[75].
- Rennes, musée des Beaux-Arts :
  - La Musique, bronze[76];
  - Le Chant, ou la Poésie, bronze[77]
- Saint-Cyr-l'École, lycée militaire : La Fortune, vers 1879, bronze[78].
- Saint-Geniez-d'Olt, Mausolée de Marie Talabot, 1892, en collaboration avec Denys Puech. Barrias est l'auteur des quatre bas-reliefs en marbre ornant le piédestal. Exposé au Salon des artistes français de 1891.
- Saint-Quentin, musée Antoine-Lécuyer : Anatole de La Forge de profil, 1881, médaillon en bronze[79].
- Sens (Yonne), musée municipal, Buste d'Amédée Dechambre, plâtre, 1885[80].
- Sèvres, cour du musée national de Céramique : Monument à Bernard Palissy, 1880, statue en bronze[81].
- Strasbourg, musée d'Art moderne et contemporain : Portrait de Jean-Désiré Ringel d'Illzach, 1868, dessin, 31 × 24 cm[82].
- Veules-les-Roses, place Mélingre : Monument à Victor Hugo, en collaboration avec André-Joseph Allar et Denys Puech[83].
- Villeneuve-sur-Lot, boulevard Bernard-Palissy : Monument à Bernard Palissy, statue en bronze[84].

### Royaume-Uni
- Bournemouth, Russell-Cotes Art Gallery & Museum (en) : Les Premières Funérailles, groupe en bronze[85].
- Londres, Royal College of Music : Mozart enfant, 1883, statue en bronze[85].
- Preston (Lancashire), Harris Museum & Art Gallery (en) : Mozart enfant, 1883[85].

Œuvres de Louis-Ernest Barrias
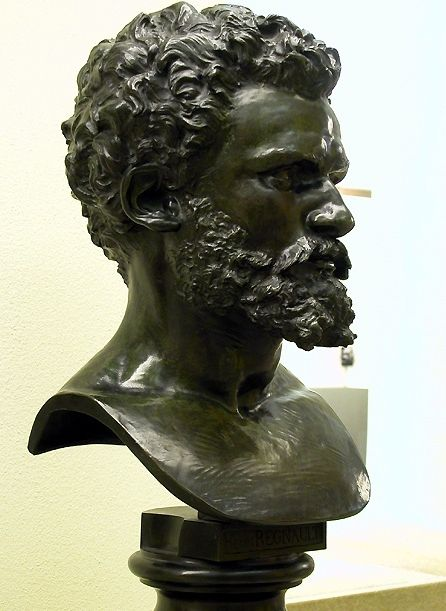
Henri Regnault (1871), Paris, musée d'Orsay.
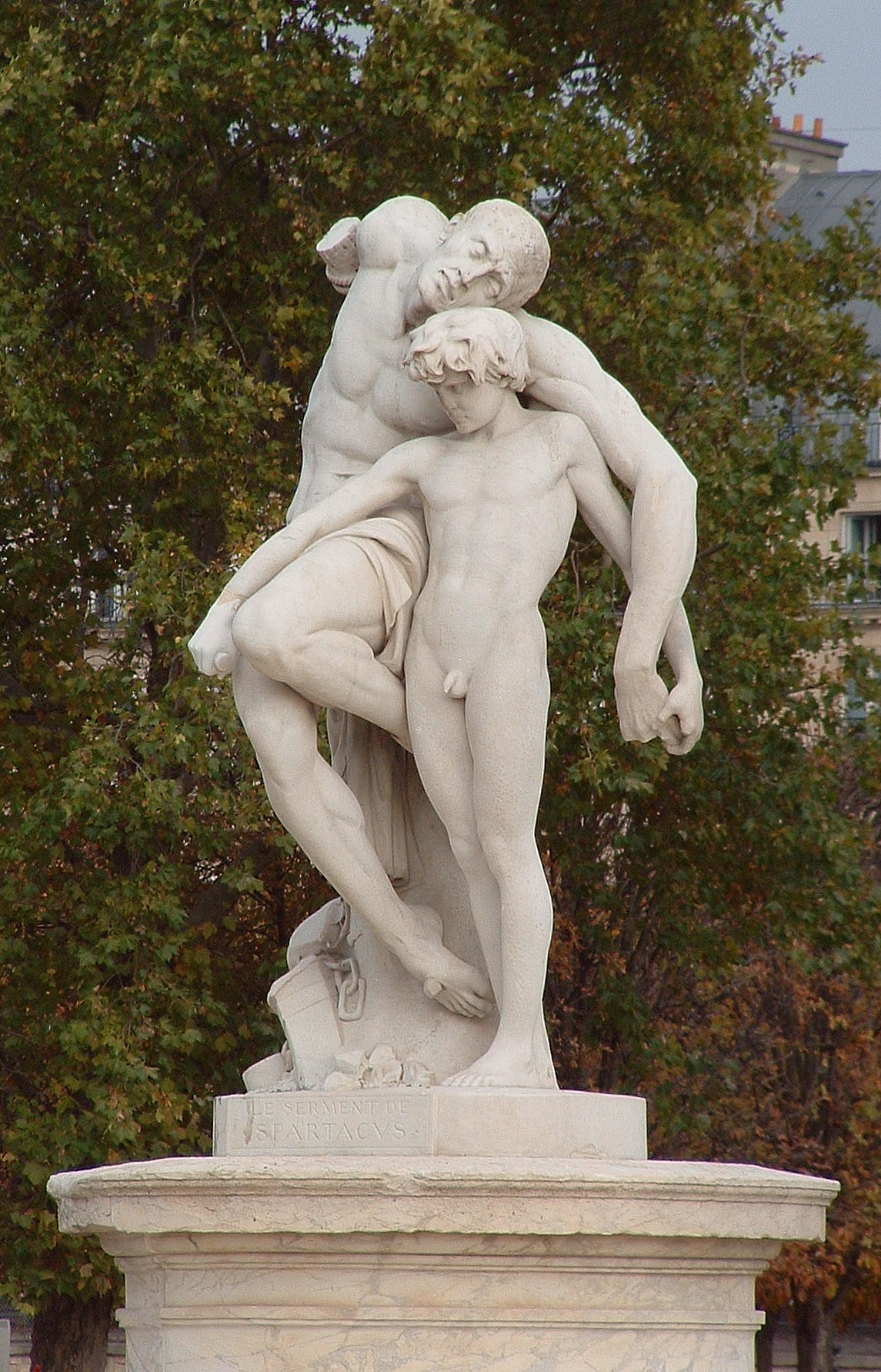
Le Serment de Spartacus (1874), Paris, jardin des Tuileries.
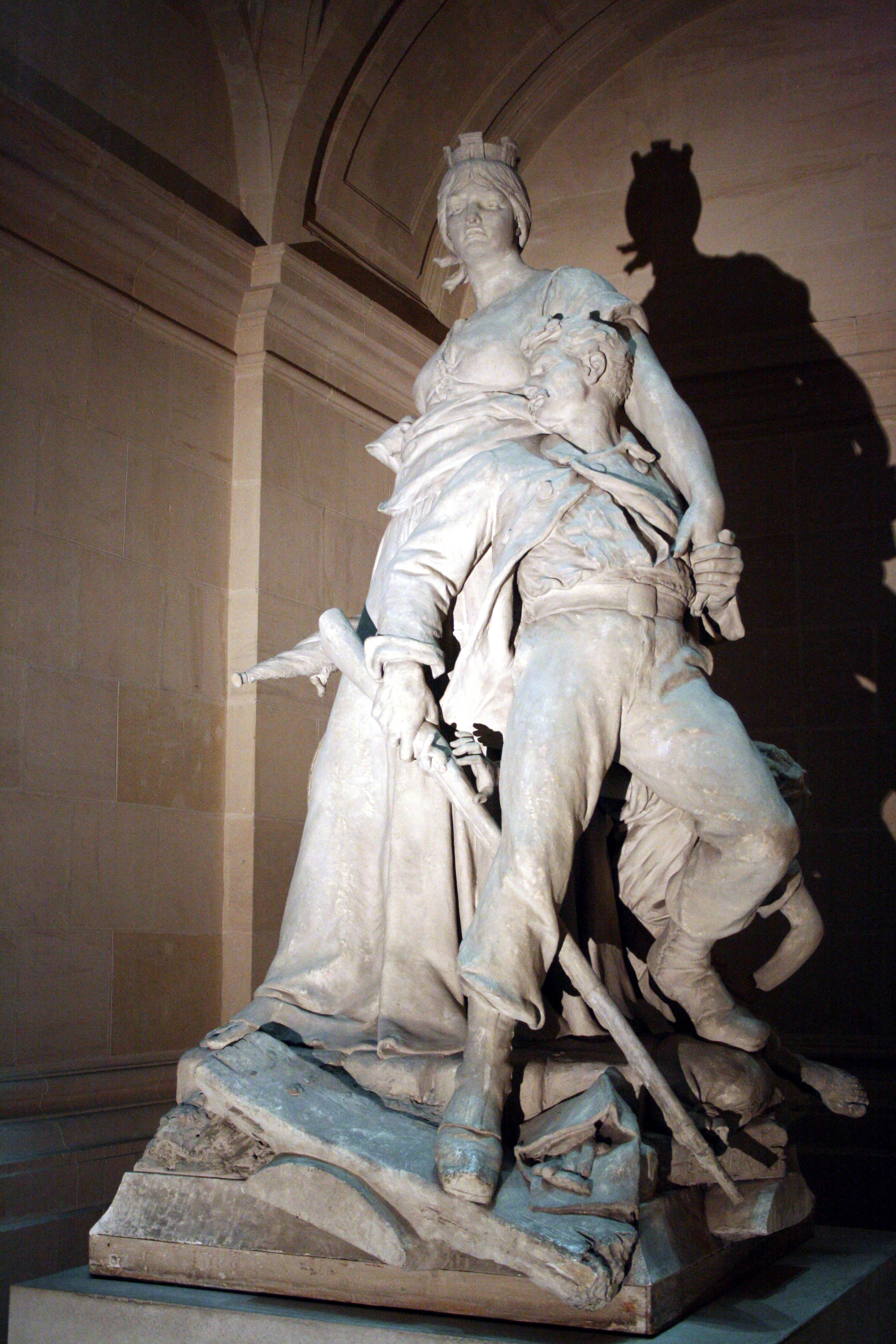
Monument de la défense de Saint-Quentin (1881), palais des Beaux-Arts de Lille.
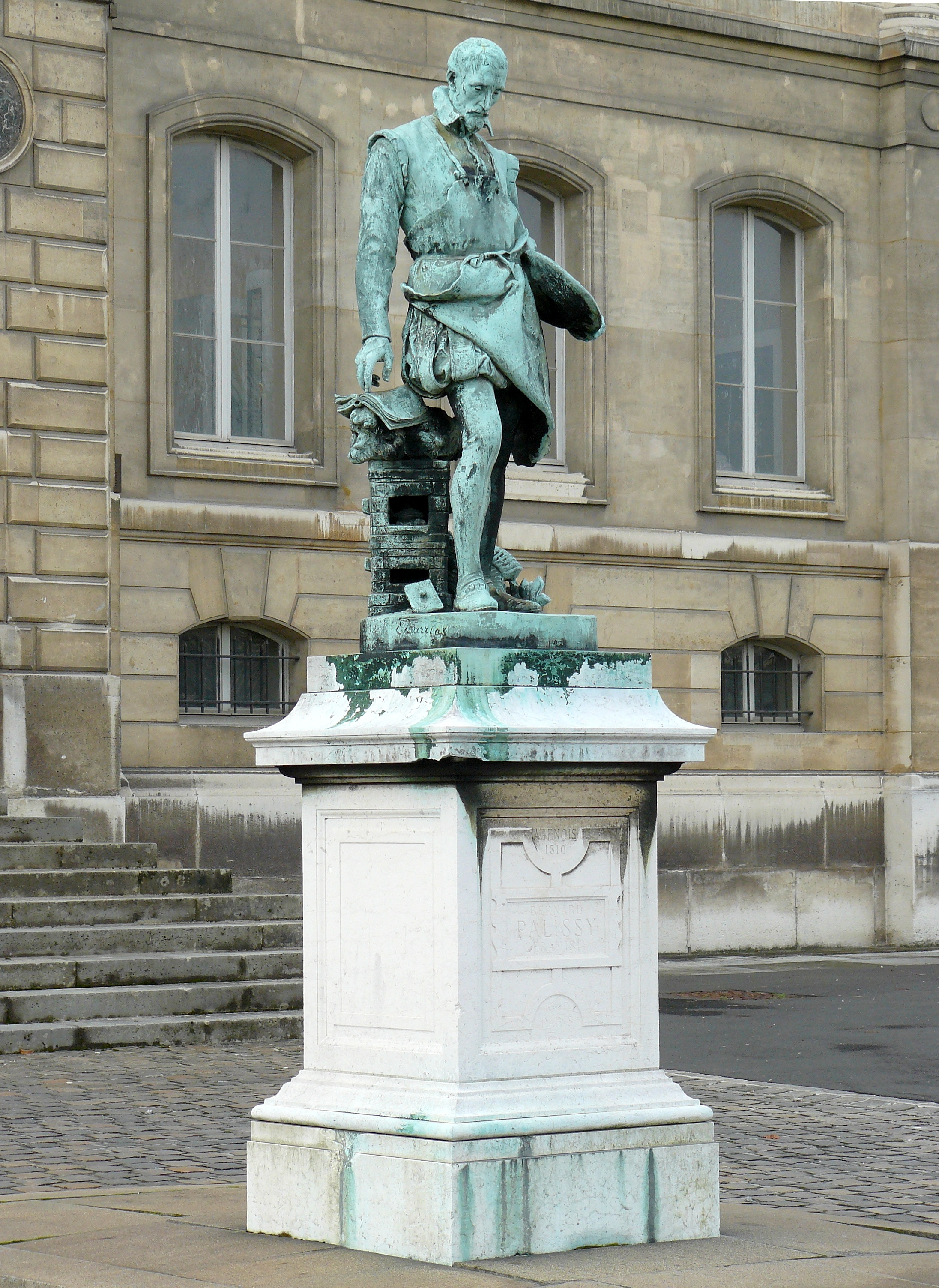
Monument à Bernard Palissy (1880), Sèvres, musée national de Céramique.
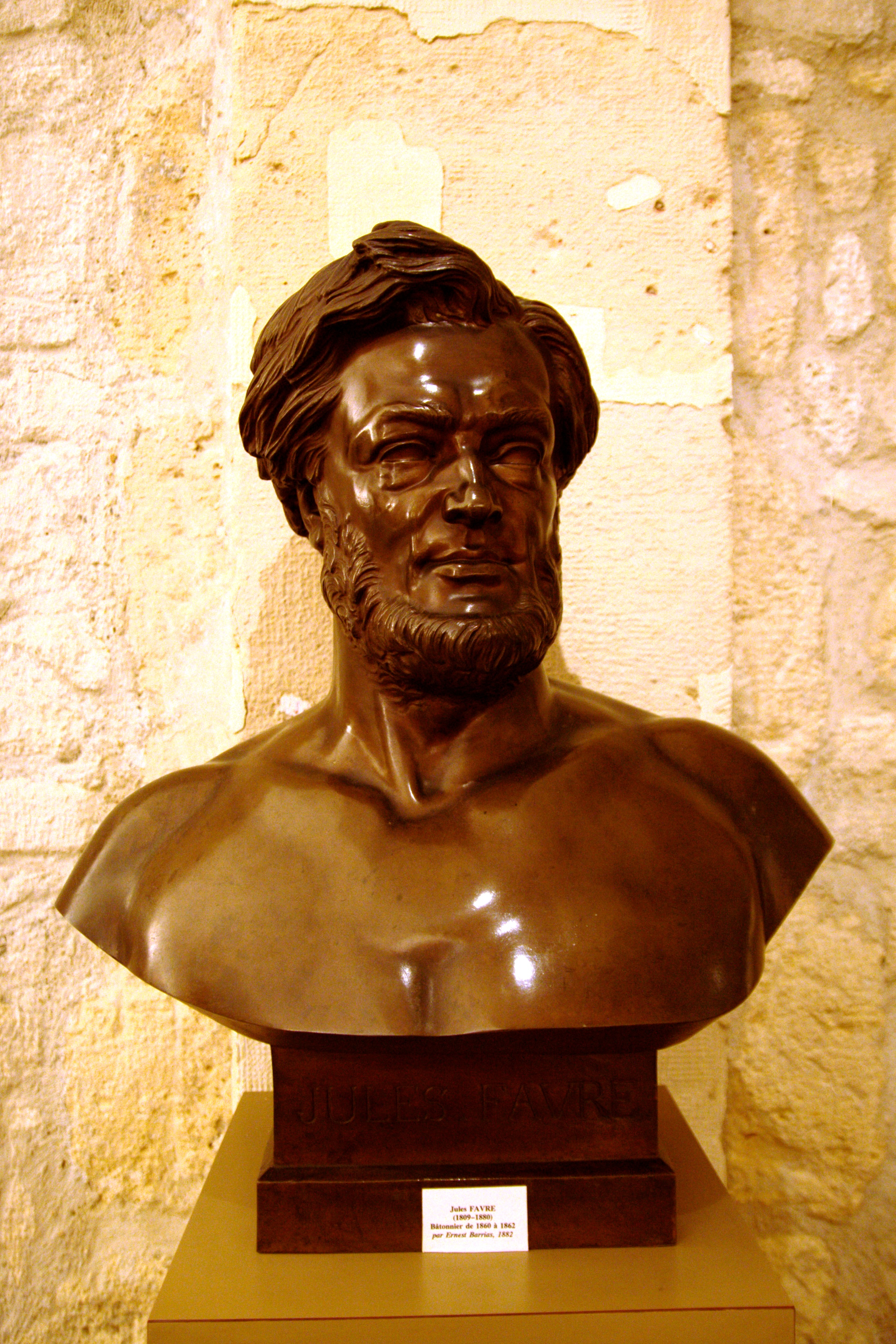
Jules Favre (1882), Paris, musée du Barreau de Paris.
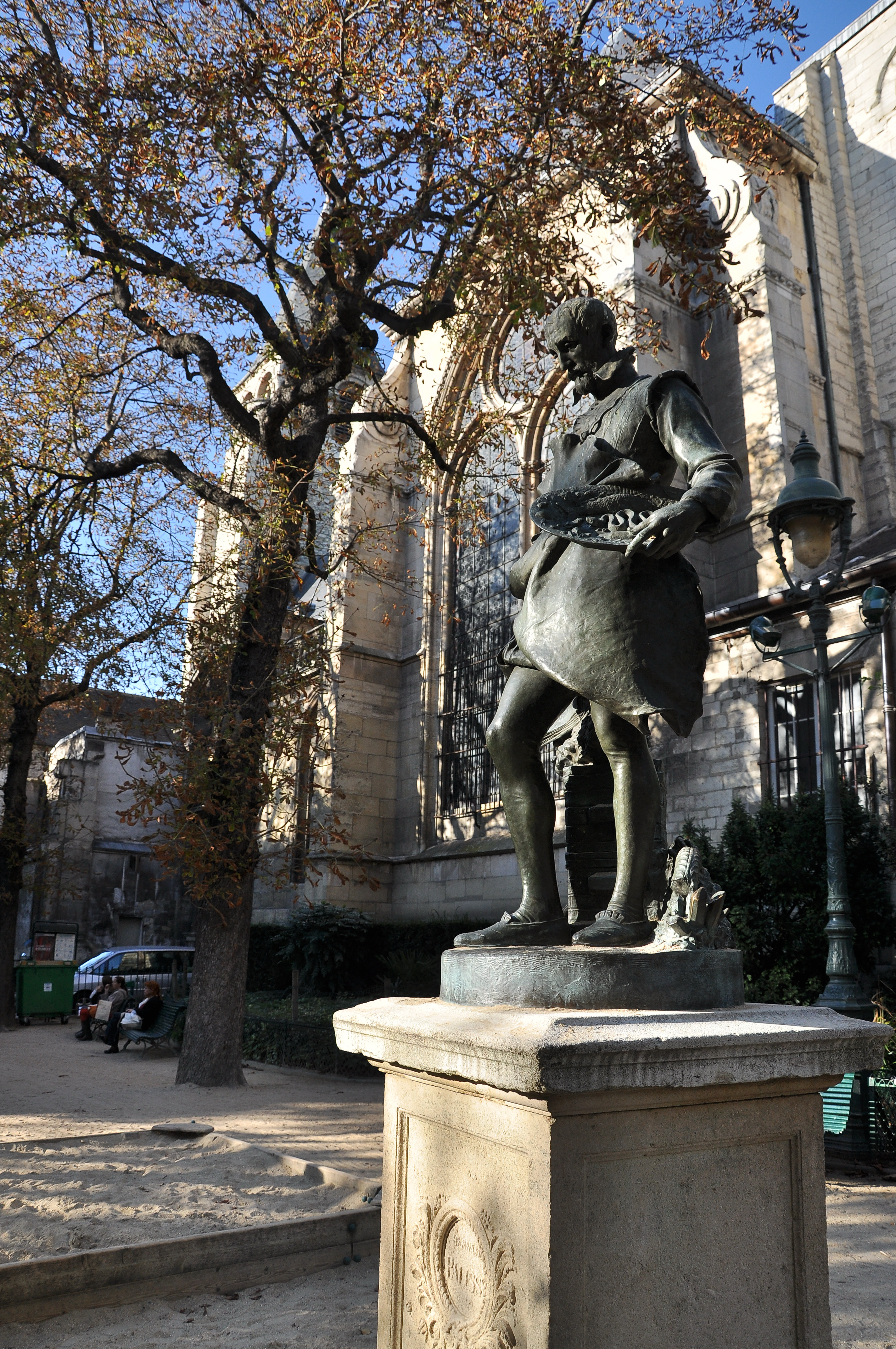
Monument à Bernard Palissy (1883), Paris, square Félix-Desruelles.
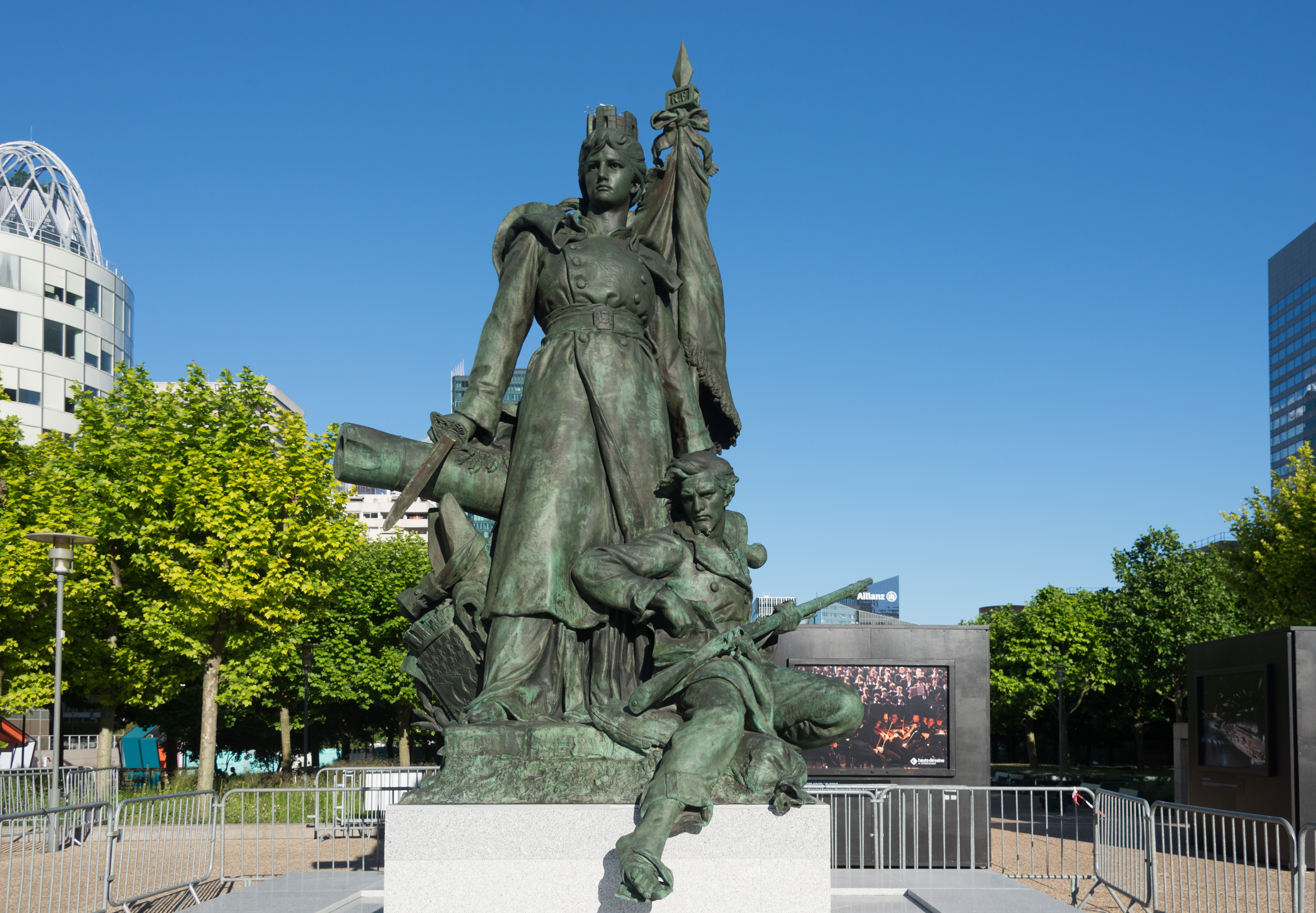
La Défense de Paris (1883), La Défense.
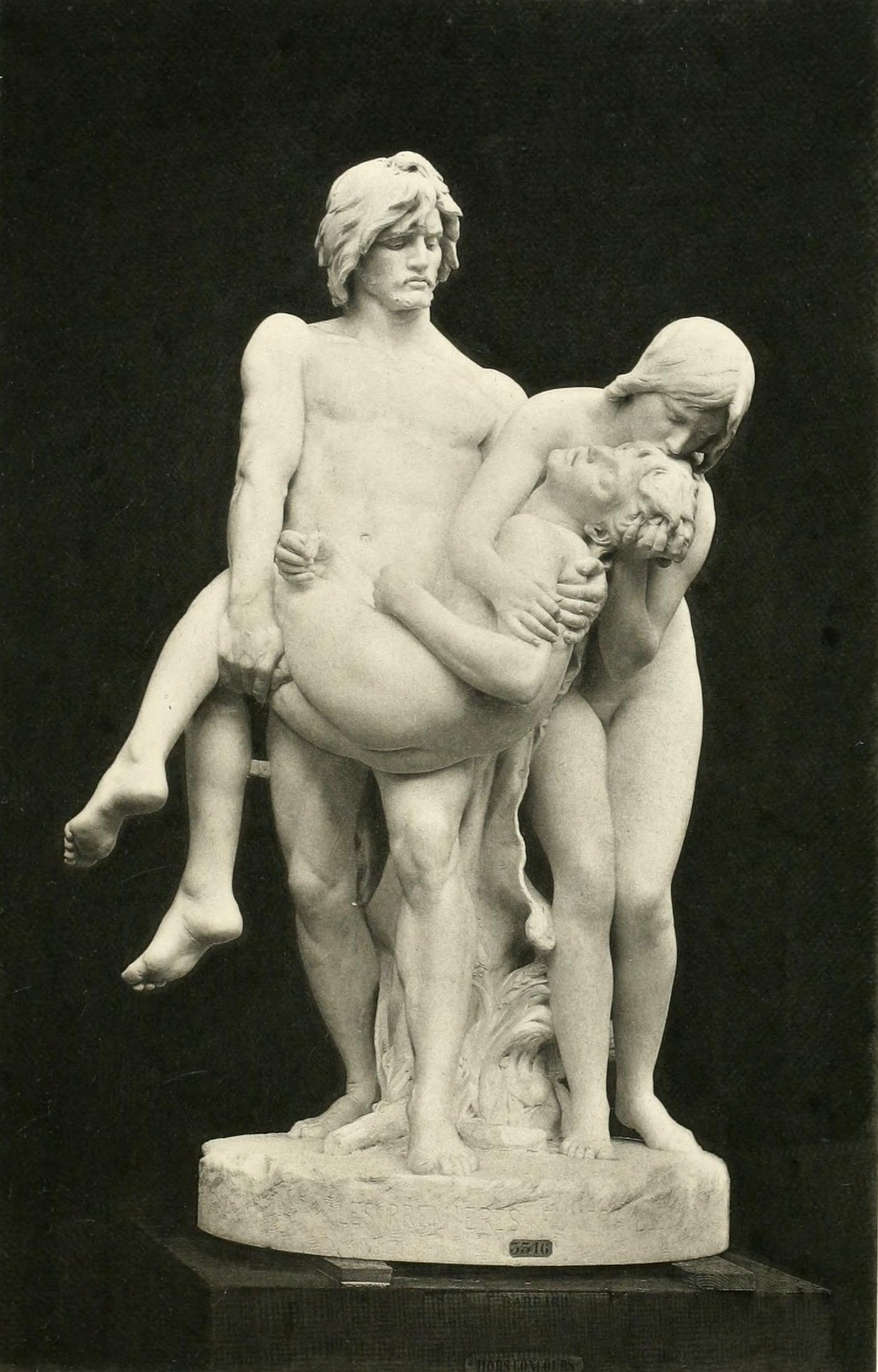
Les Premières Funérailles (1883), marbre, Paris, Petit Palais.
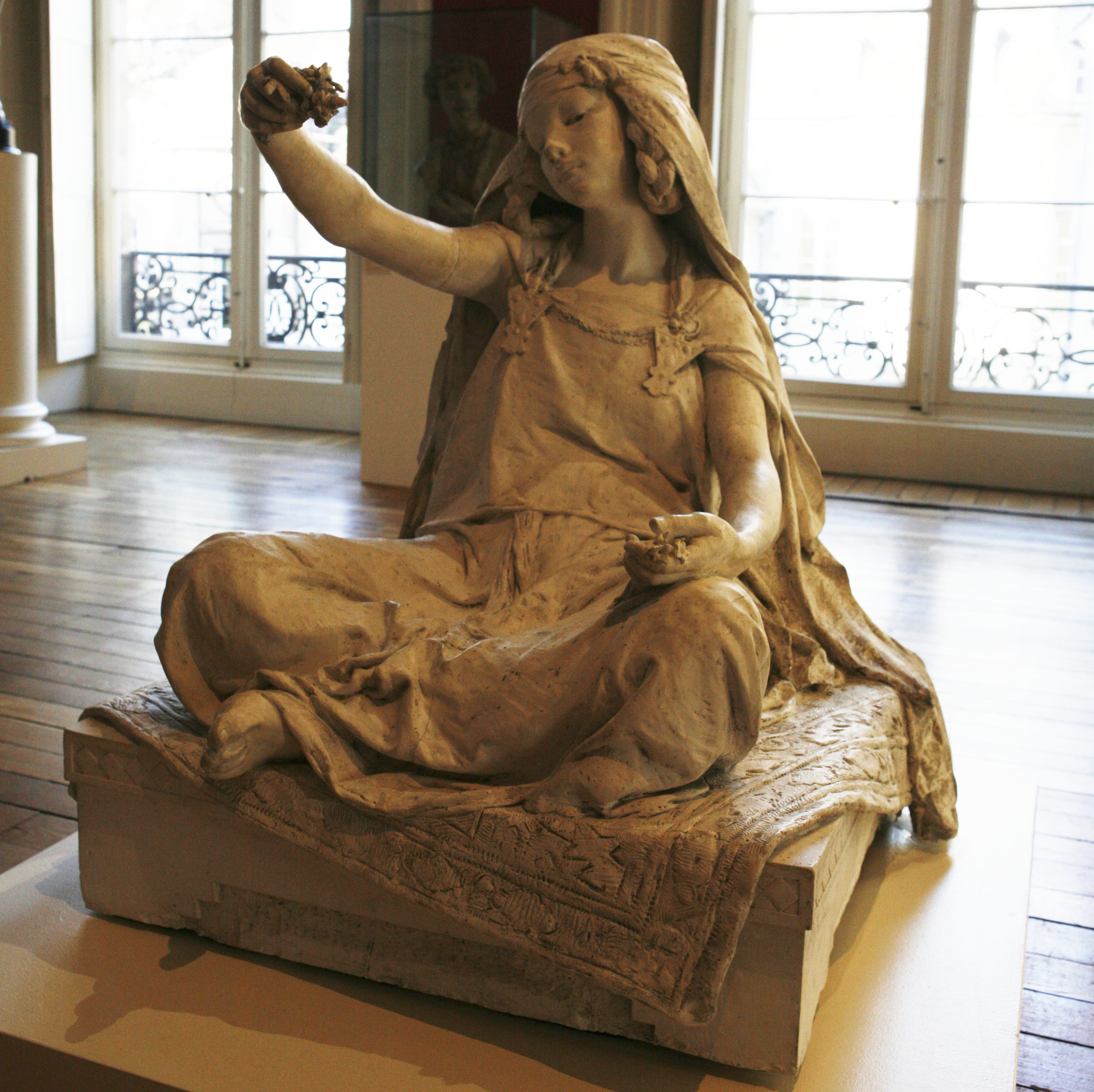
La Fille de Bou Saâda (1890), plâtre, musée des Beaux-Arts de Dijon.
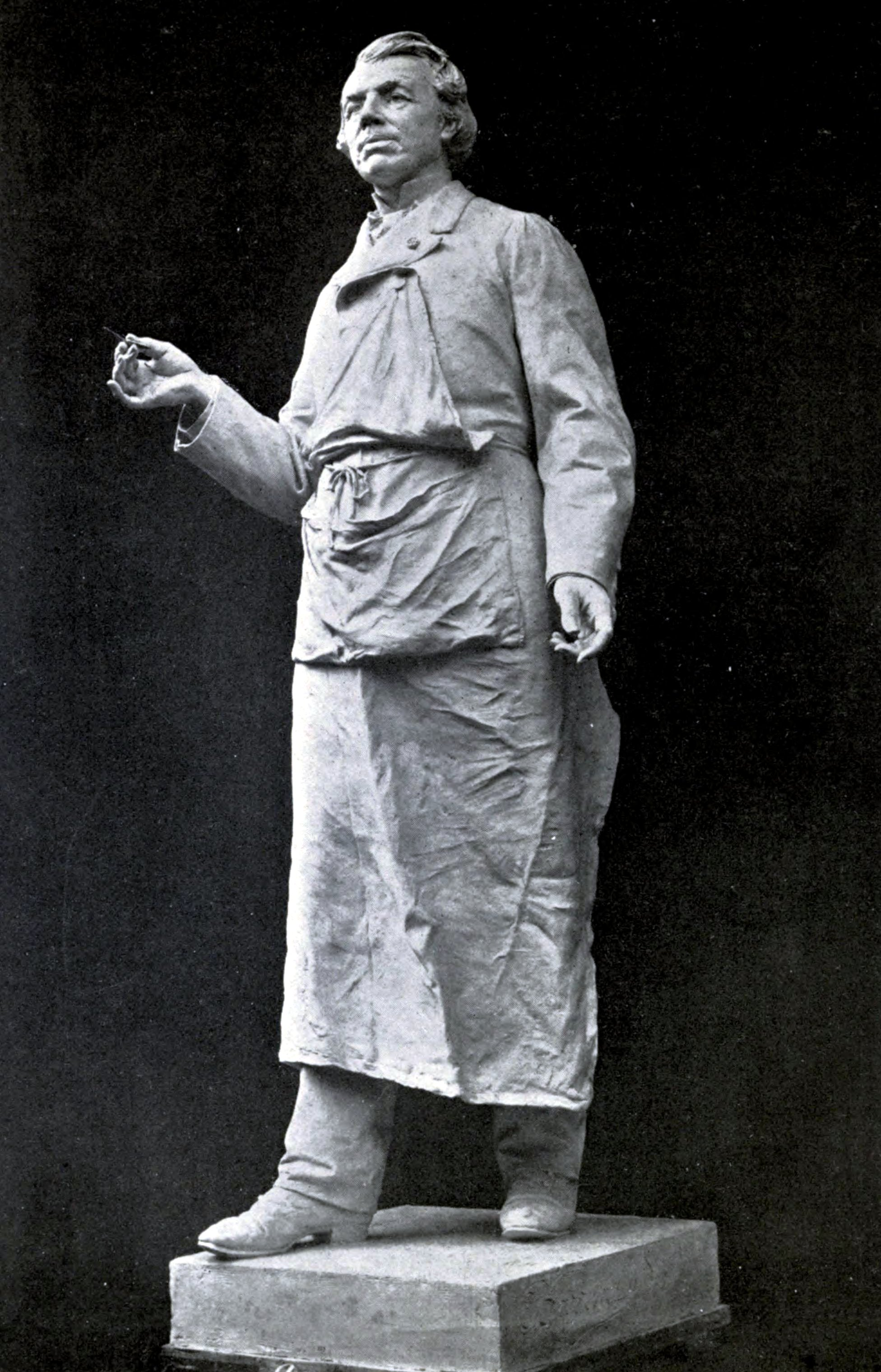
Monument à Philippe Ricord (vers 1892), modèle en plâtre, localisation inconnue.
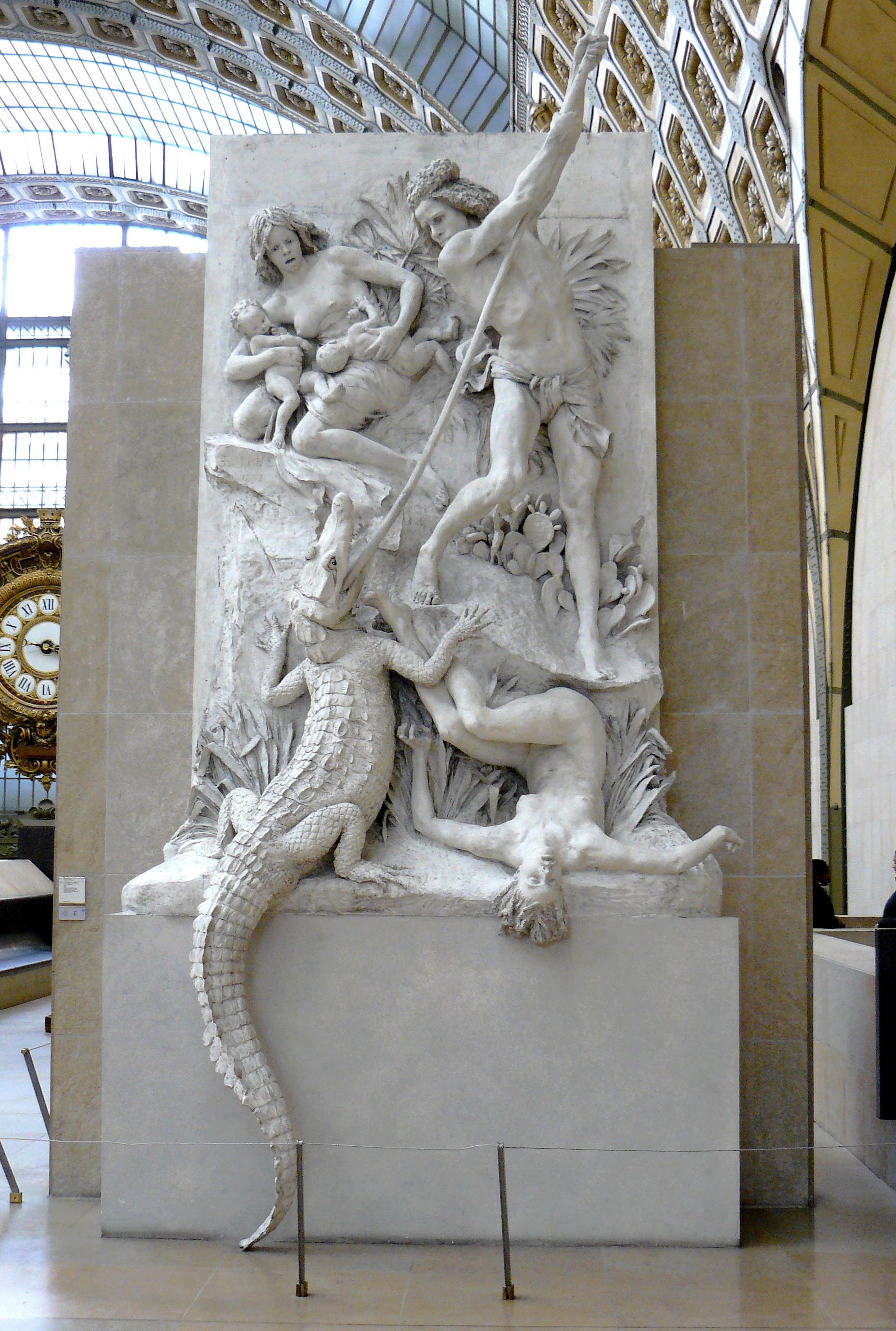
Les Nubiens ou Les Chasseurs d'alligators (1894), modèle en plâtre, Paris, musée d'Orsay.
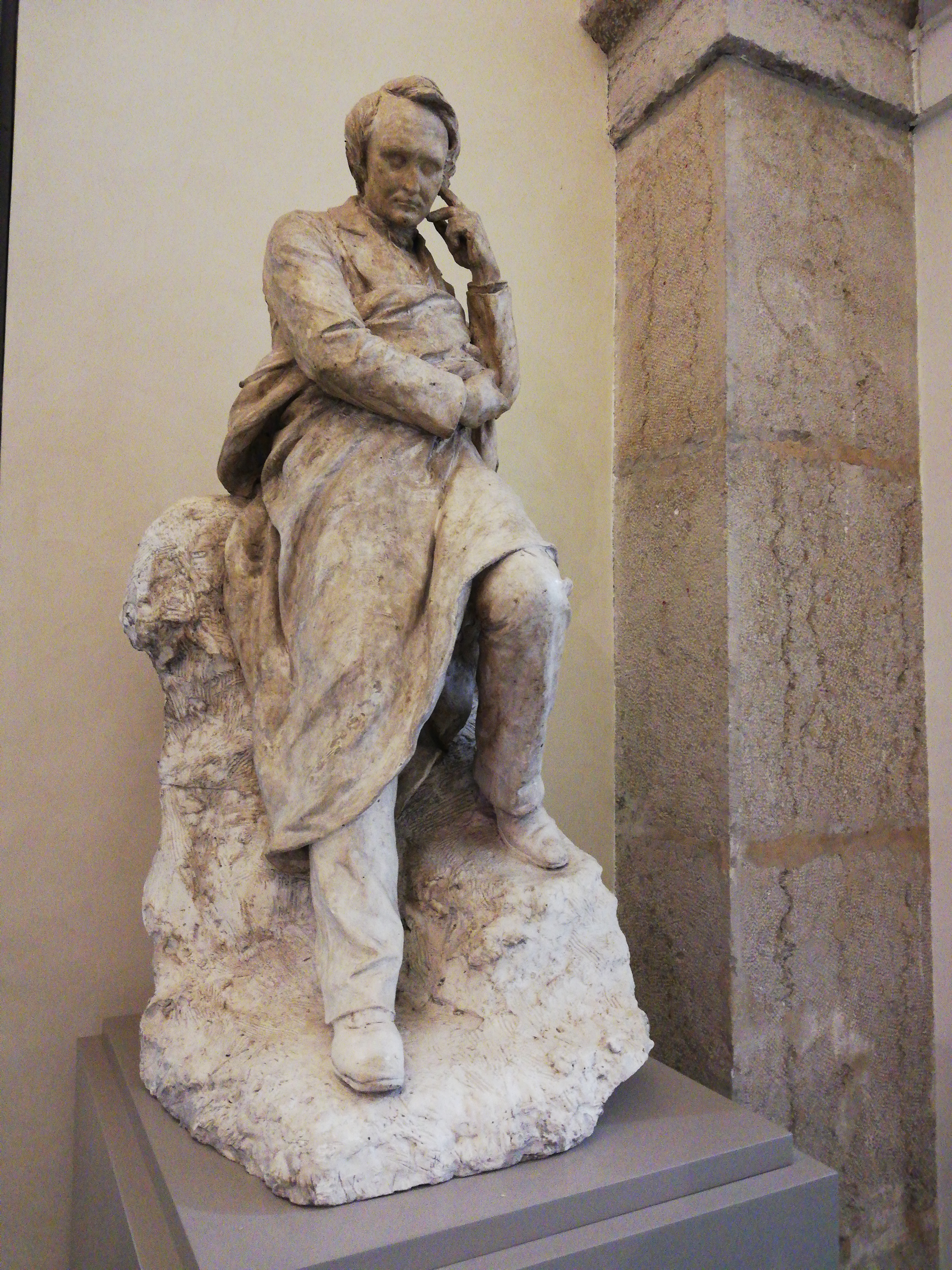
Victor Hugo, maquette pour un monument à Paris (1896-1900), musée des Beaux-Arts de Lyon.
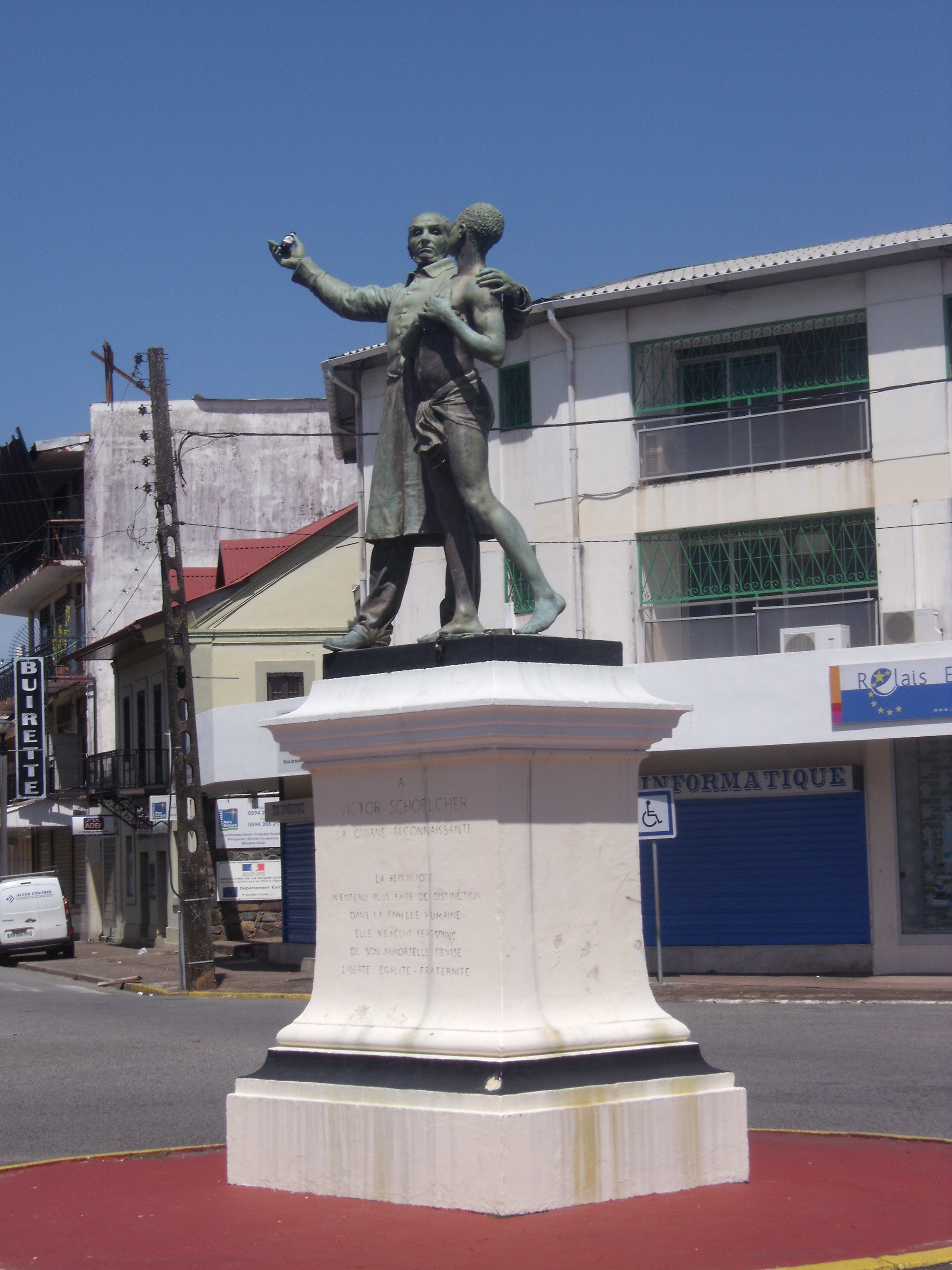
Monument à Victor Schœlcher (1897), Cayenne (Guyane).
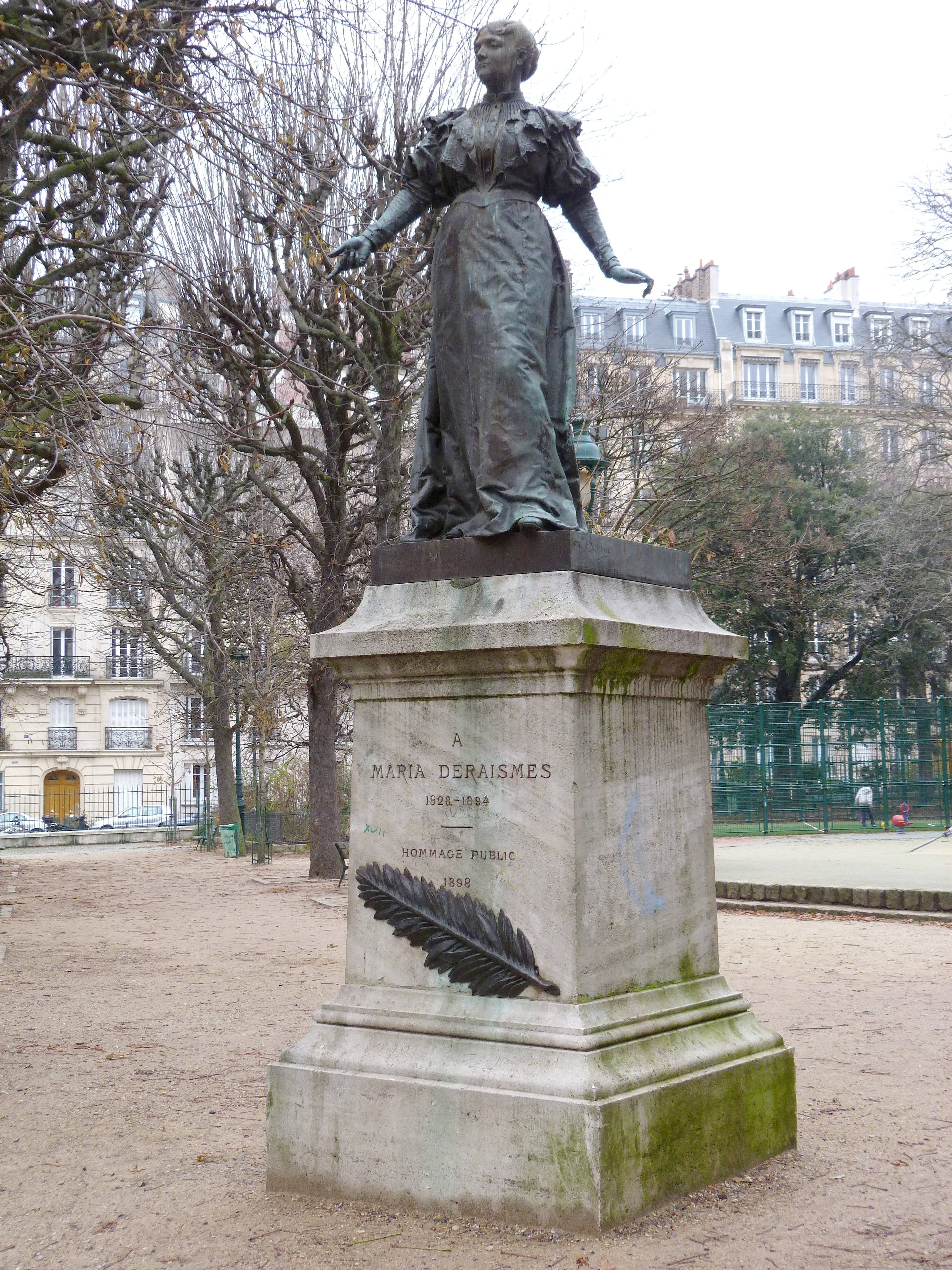
Monument à Maria Deraismes (1898, bronze restitué en 1983), Paris, square des Épinettes.
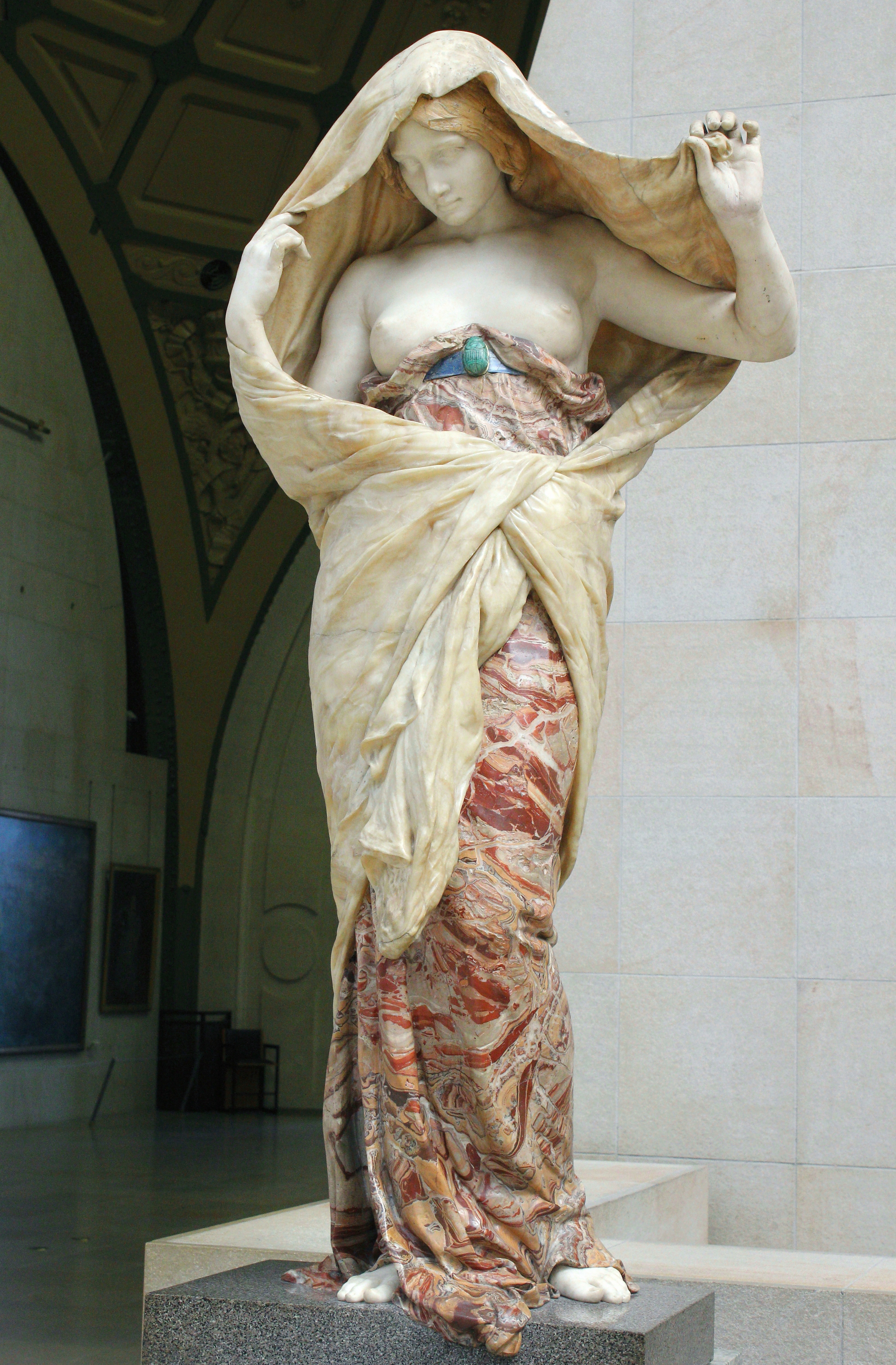
La Nature se dévoilant à la Science (1899), marbre polychrome, Paris, musée d'Orsay.
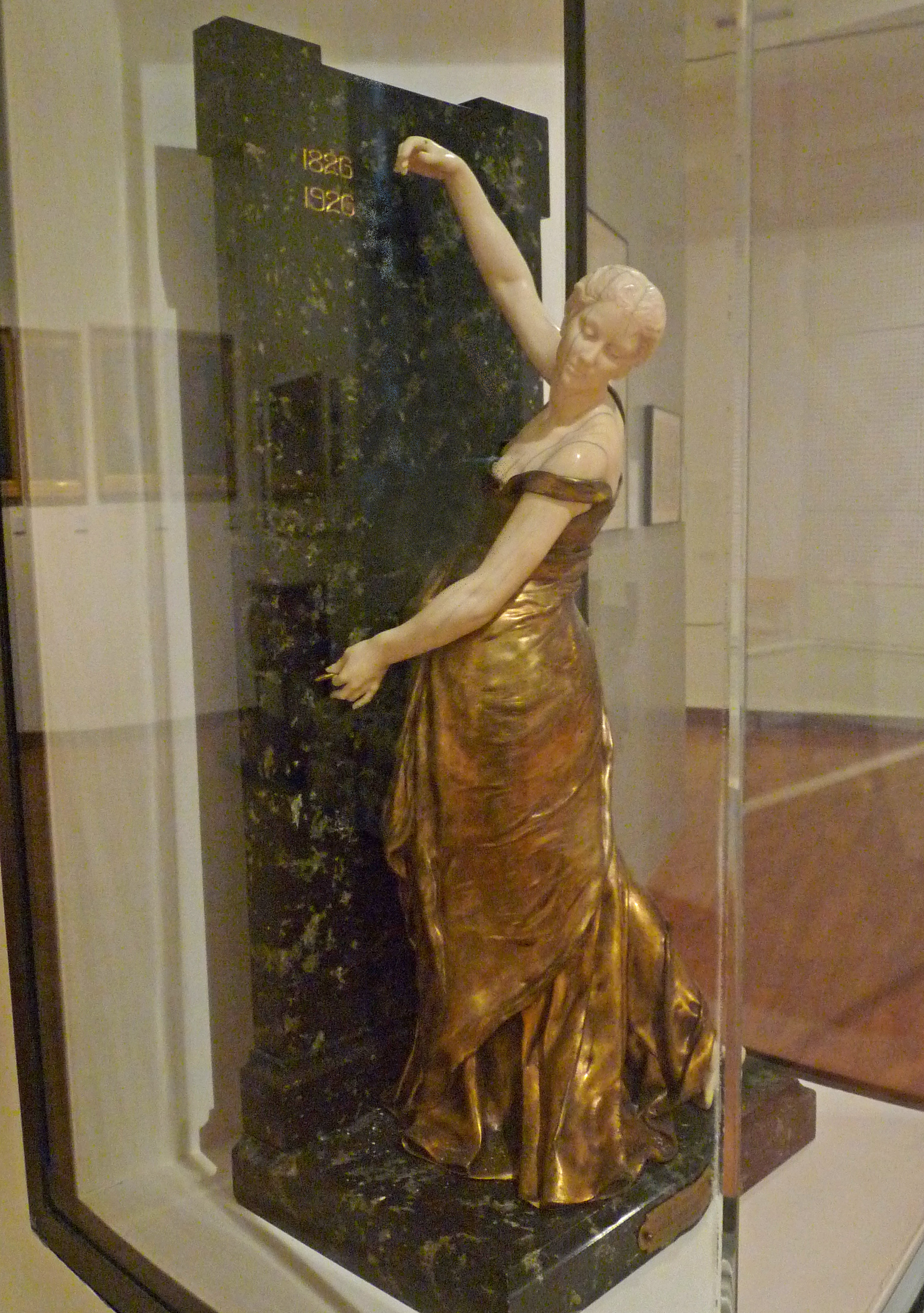
La Reconnaissance (1900), Mulhouse, musée de l'Impression sur étoffes.
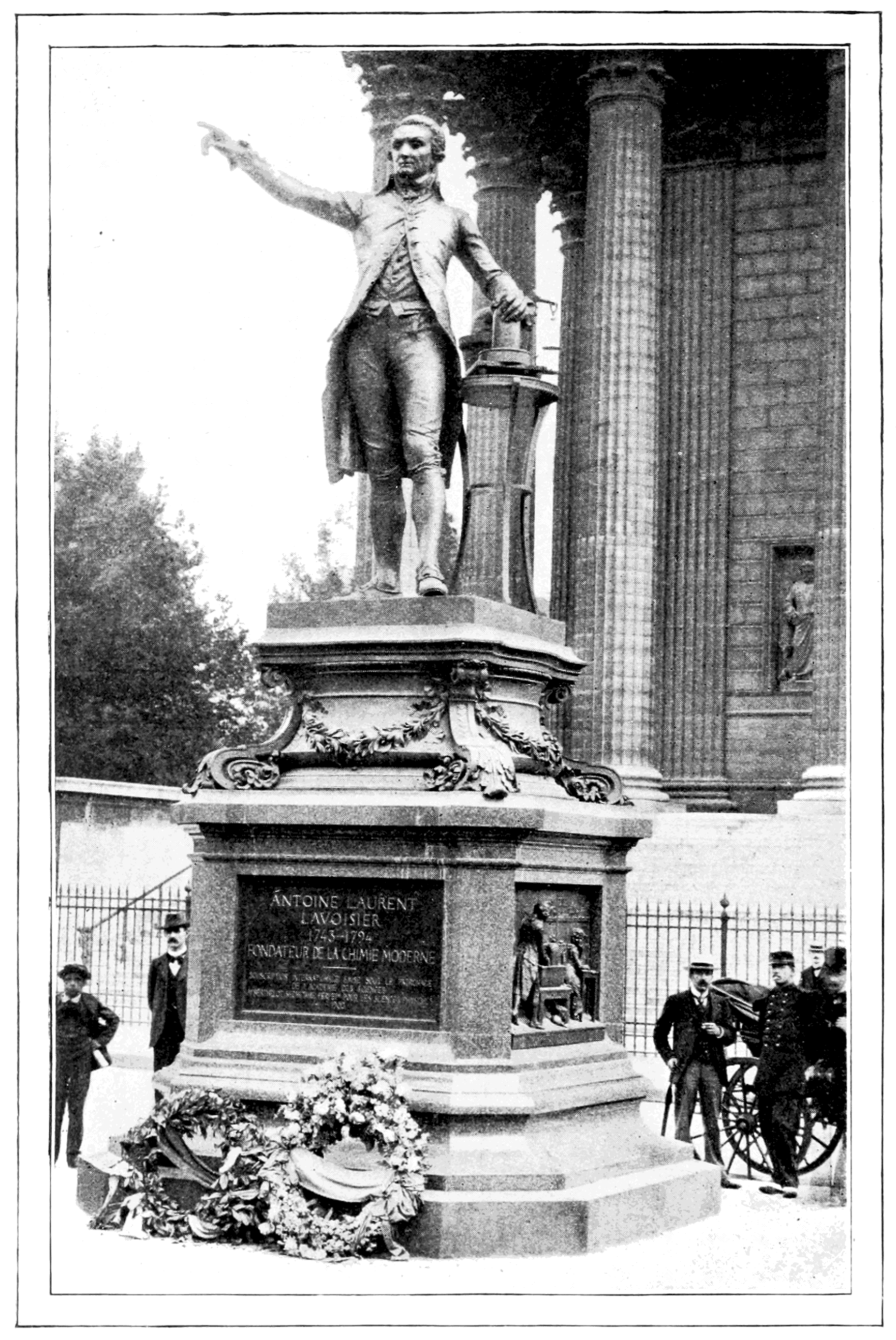
Monument à Antoine Lavoisier (1900-1901), Paris, place de la Madeleine (œuvre détruite).
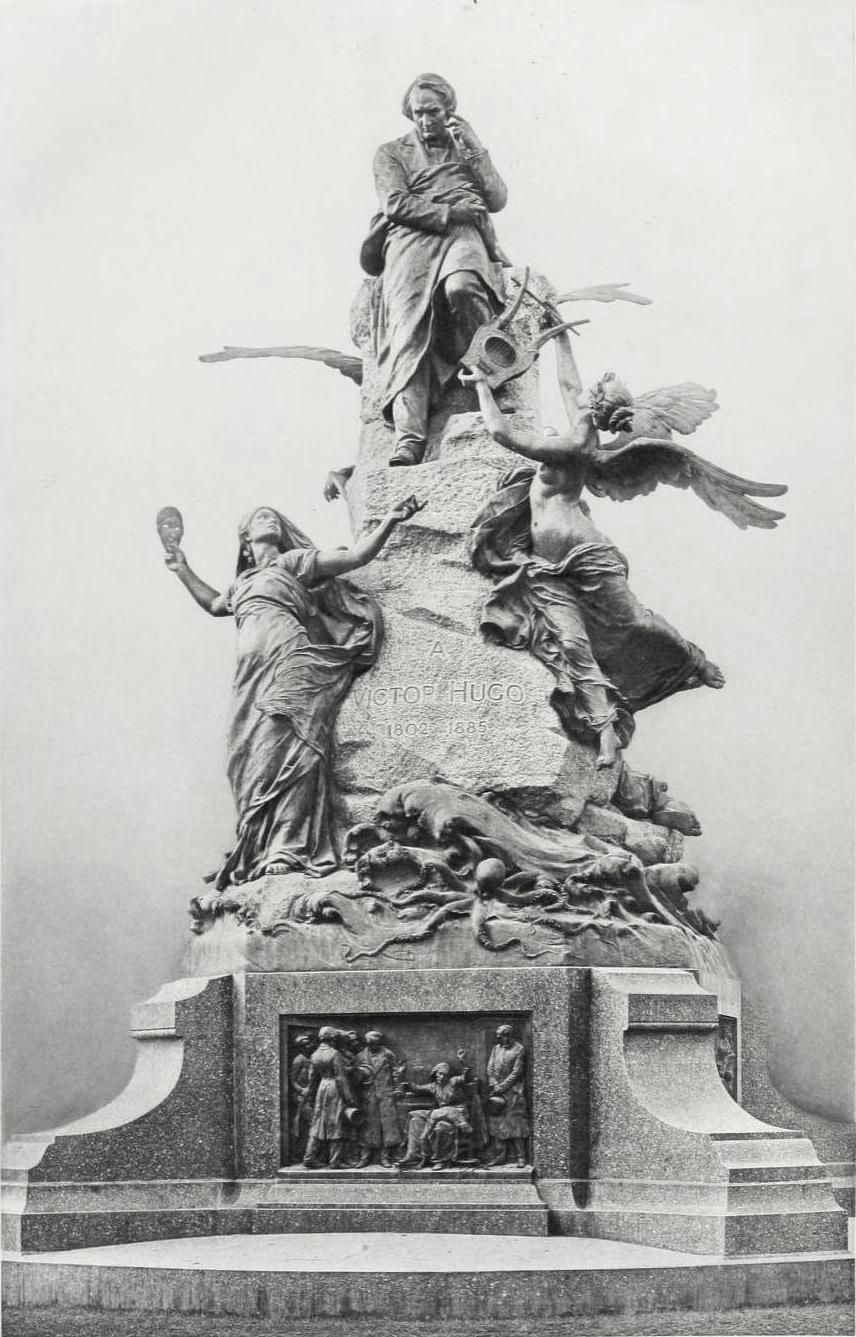
Monument à Victor Hugo (1902), bronze, Paris, place Victor Hugo (œuvre détruite).
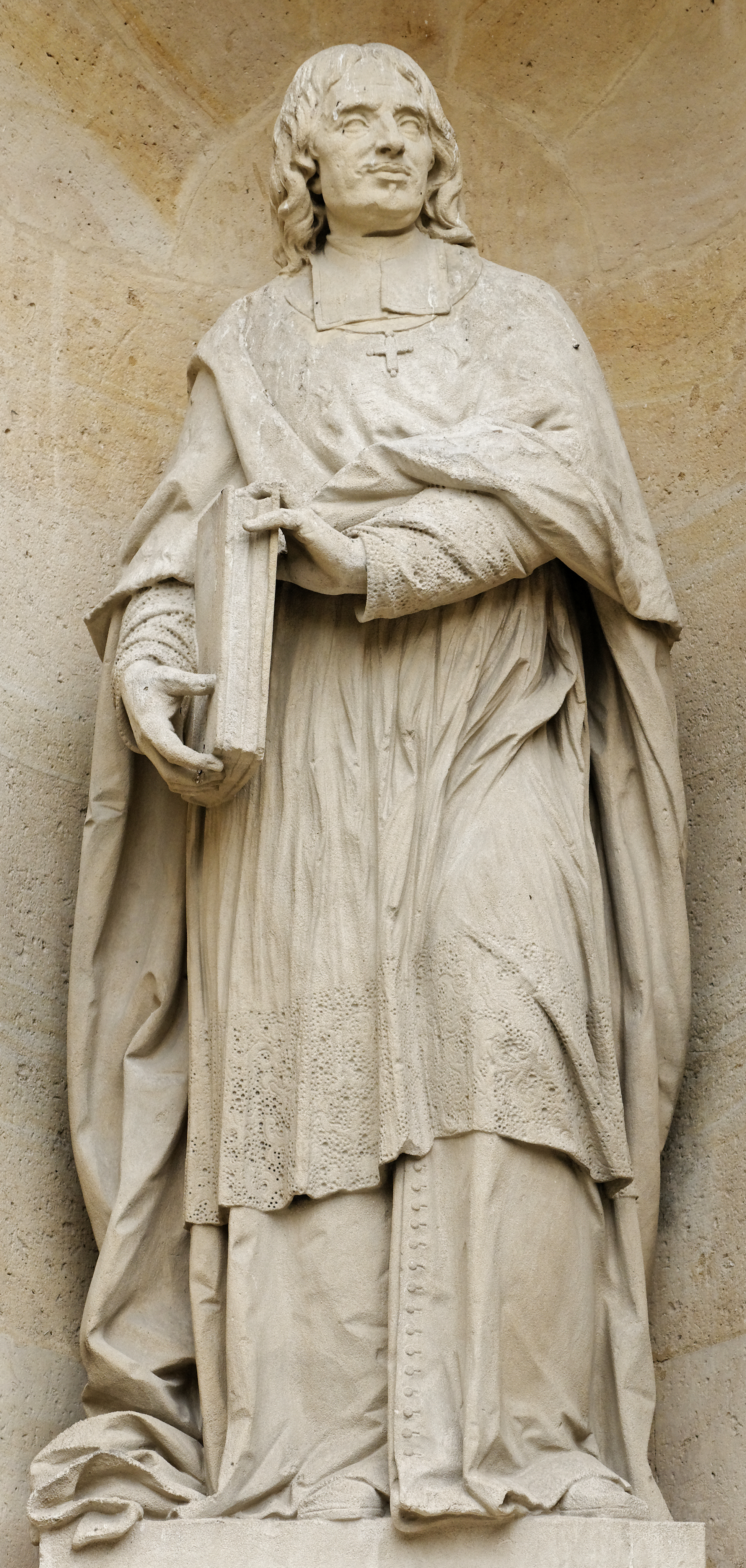
Jacques-Bénigne Bossuet, Paris, façade de la chapelle de la Sorbonne.
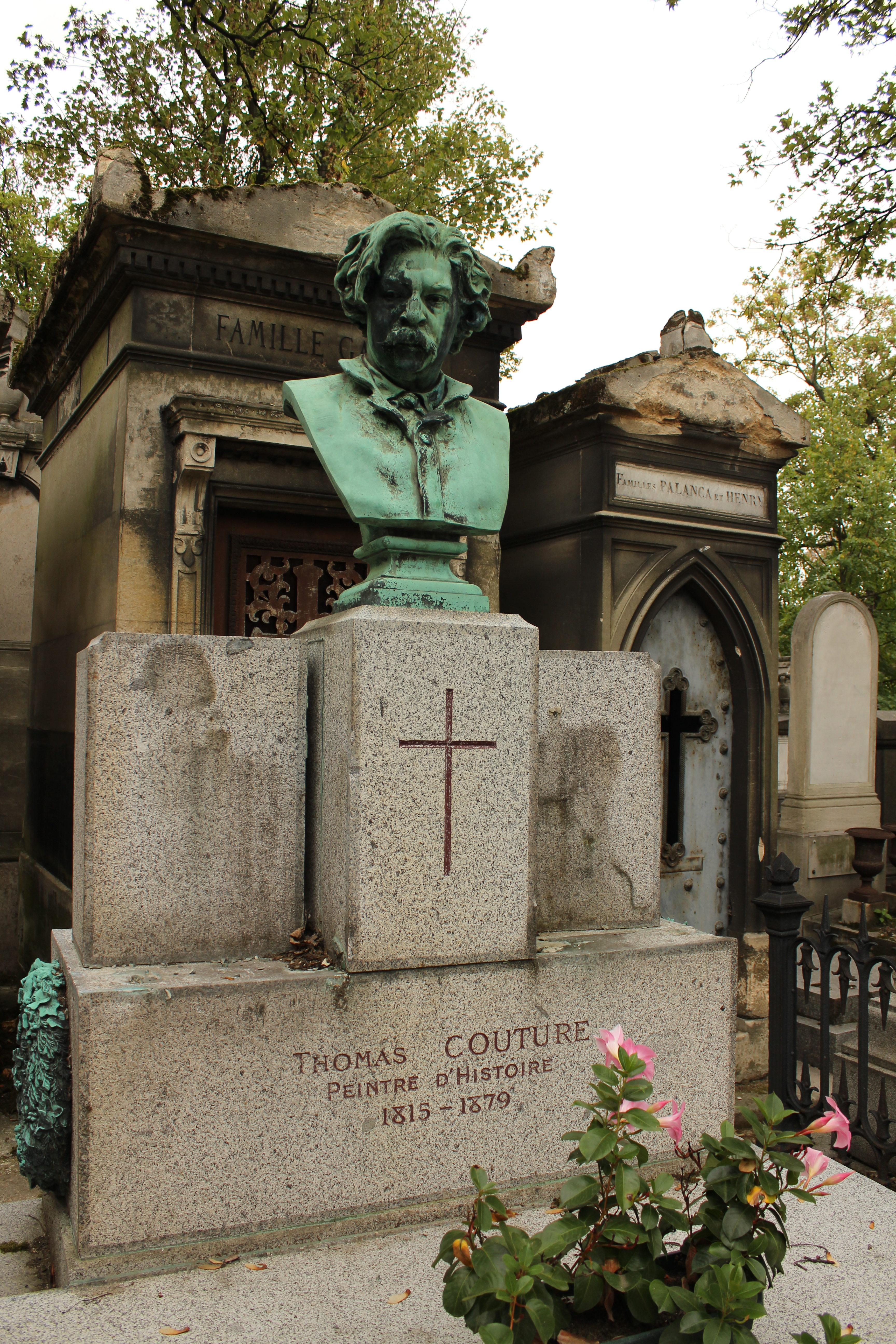
Thomas Couture, buste ornant sa tombe, Paris, cimetière du Père-Lachaise.
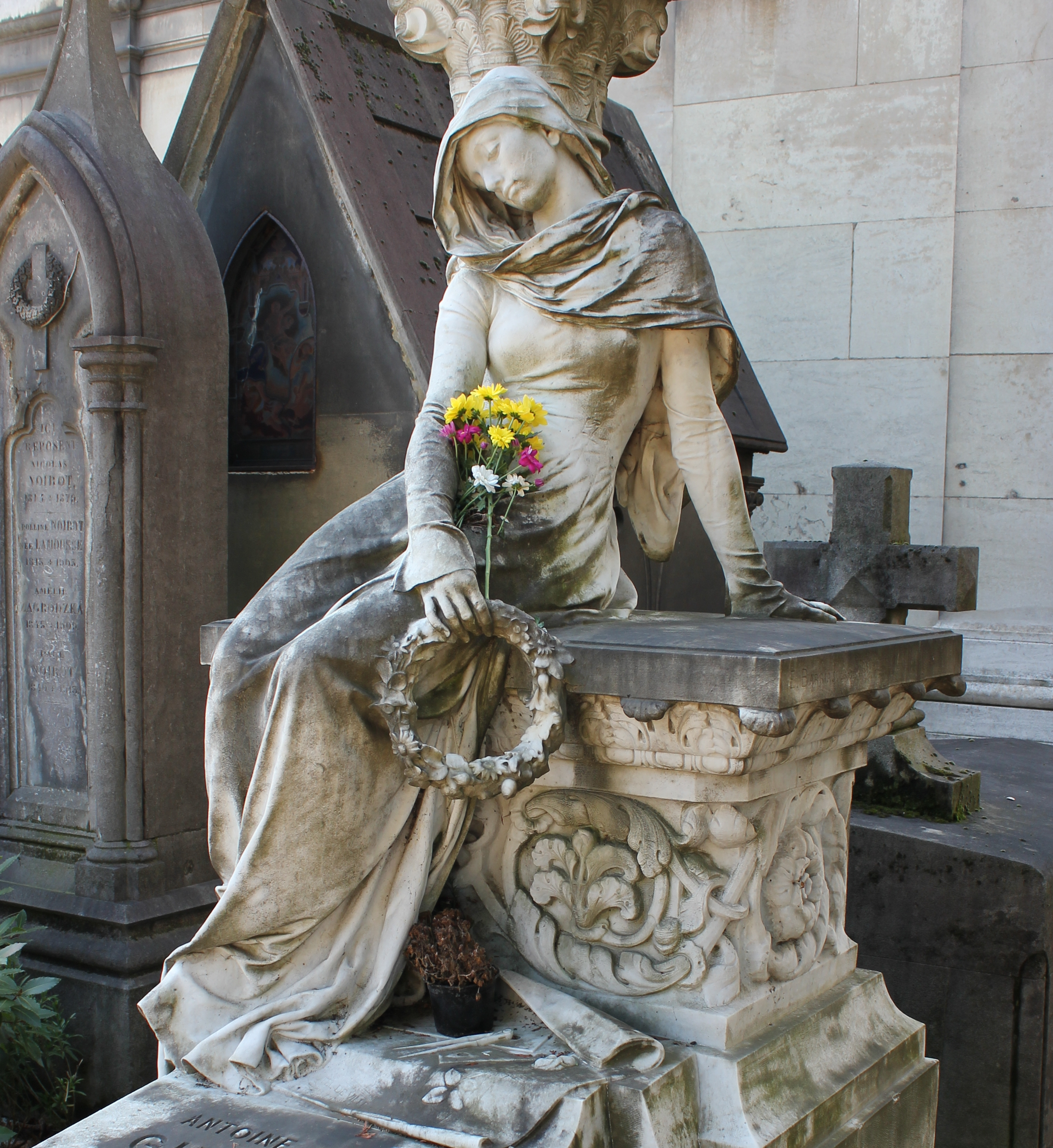
Tombe d'Antoine-Gaëtan Guérinot, architecte, Paris, cimetière du Père-Lachaise.

## Réception critique et contextualisation

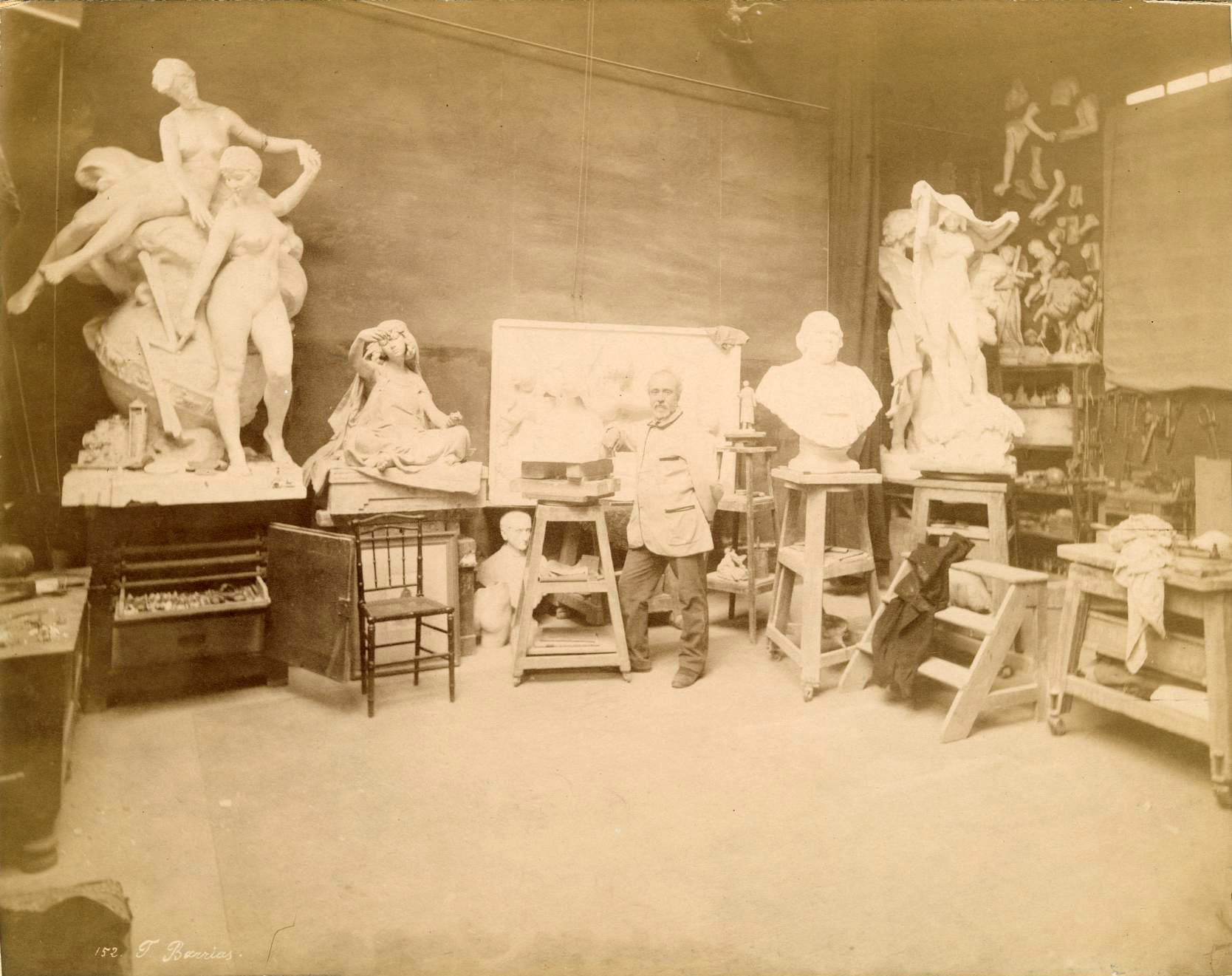
Louis-Ernest Barrias dans son atelier.

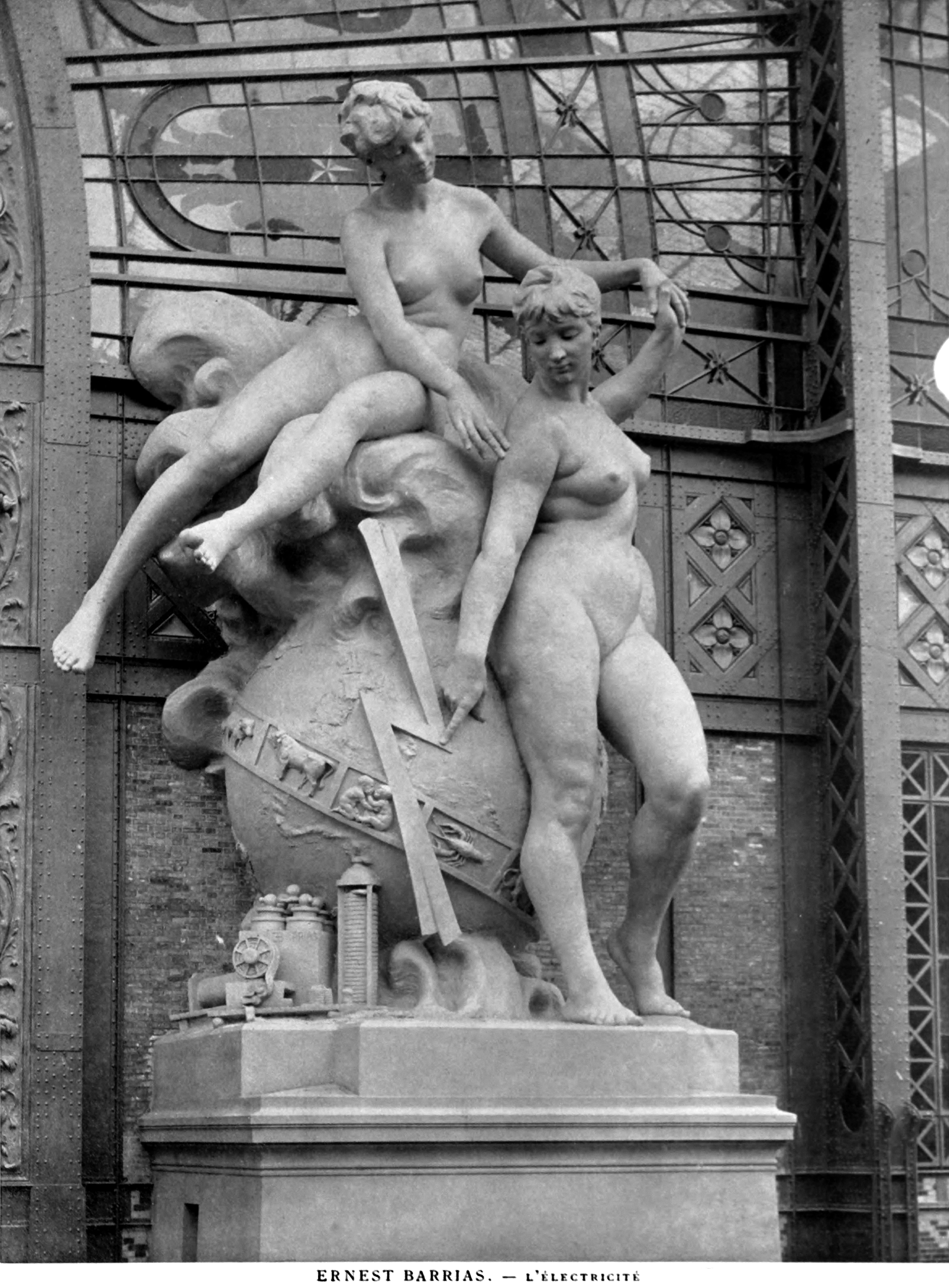
L'Électricité.

- « Pour la ville d'Épernay désireuse d'honorer la mémoire du fondateur de ses hospices (Victor Auban, 1832-1896, n.d.l.r.), Barrias a sculpté Le Refuge : c'est une pauvre fille lasse et défaillante, affaissée plus encore qu'assise sur un banc hospitalier au-dessus duquel se dresse le buste du philanthrope, donateur de l'asile qui va la recevoir. Cette figure est fort touchante en sa grâce douloureuse. J'aurais préféré, pour ma part, que le bienfaiteur, modeste jusqu'au sacrifice, s'effaçât complètement et allégeât le monument du buste qui le couronne. À la section des "arts décoratifs", on peut se donner le plaisir de revoir dans une jolie réduction le chef-d'œuvre de Barrias, cette Fille de Bou Saâda, accroupie et jetant d'un geste triste et affectueux des fleurs sur le tombeau du peintre Gustave Guillaumet. » - André Michel[86]
- « Au lendemain de la proclamation de la IIIe République, un nouveau style républicain, laïque et patriotique, surgit du macadam. Essentiellement bourgeois et toujours rétrograde, chargé de lourds symboles, il se veut le héraut du progrès. Ce style, où l'emphase le dispute à la naïveté, n'est pas dépourvu d'intérêt et il n'est pas exclu que, dans un avenir assez proche, on rende justice au talent de Barrias ou de Chapu. Certaines de leurs sculptures telles L'Électricité ou La Vapeur sont remarquables par le génie qu'ils eurent - mêlant les symboles aux appareils techniques - de réaliser des œuvres d'une originalité aussi belle sur le plan plastique que singulière par la composition. » - Maurice Rheims[8].
- « If Barrias intended  to elevate the new energy force (L'Électricité) - to endow it with a "rightness" in the cosmos - the allegory he presents is not completely intelligible. As in many sculptures of the period, a seriously intended subject was treated with such a high degree of sensualism that the result was wonderfully ludicrous. He demonstrates the dilemn of academic artists ettempting to cope with modern technology in a traditional, outmoded vocabulary of visual expression. » - Marie Busco et Peter Fusco[87]
- « La Défense de Paris et La Défense de Saint-Quentin, tous deux signées Barrias, sont des émanations d'un même fond idéologique ; mais, en réalité, leur ressemblance est bien plus le résultat d'une rivalité personnelle. Edmond Turquet, sous-secrétaire aux Beaux-Arts, a voulu s'approprier l'idée d'un grand monument à la mémoire de la Défense nationale tel que celui envisagé par le nouveau préfet de la Seine Ferdinand Hérold. Tous deux étaient de jeunes avocats ambitieux, gravitant dans l'orbite de Jules Ferry, et tous deux avaient pouvoir de décision sur les fonds attribués aux arts par le gouvernement. Bien que sincèrement attachés à la République, ils n'avaient aucun plaisir à voir leur propre mérite diminué par l'action d'éclat d'un rival. Turquet profita de son amitié avec Barrias, ainsi que de ressources financières plus conséquentes de l'État, pour s'assurer pour s'assurer que lorsque La Défense de Saint-Quentin serait inaugurée en 1881, elle précéderait de deux ans celle de La Défense de Paris. » - June Hargrove[88]
- « Durant son séjour en Italie, le jeune Barrias, désireux de sortir des lisières de l'école, renouvelle la tradition classique par une étude plus attentive de la réalité puis, à la suite de Carpeaux et Dubois, trouve dans l'art de la Renaissance le moyen de son émancipation de la seule influence antique. L'art de Michel-Ange participe bientôt dans son œuvre à la constitution d'une sculpture expressive où s'entremêlent les références à l'art ancien et une volonté nouvelle de réalisme, et dont Les premières funérailles sont un parfait exemple. » - Camille Osersanz[1]

## Hommages
André-Joseph Allar a sculpté le Buste de Louis-Ernest Barrias, dont un exemplaire en bronze doré est conservé à l'École nationale supérieure des beaux-arts de Paris.

## Distinctions
- Commandeur de la Légion d'honneur (décret du 16 août 1900). Il est fait commandeur par Léon Bonnat le 8 novembre 1900.

## Élèves
- René Baudichon.
- Henri Bouchard.
- Eugène Bourgouin.
- Lucien Brasseur.
- Paul Chevré.
- Pierre-Victor Dautel.
- Léon Delagrange, sculpteur et aviateur, élève de 1894 à 1899.
- Charles Despiau.
- Léon-Ernest Drivier.
- Marcel Gaumont, prix de Rome en 1908.
- Albert Guérin.
- Gustave Guillaumet, second prix de Rome en peinture de 1862.
- Paul Landowski.
- Émile Laporte.
- Hippolyte Lefèbvre.
- Augustin Lesieux, dès avril 1899.
- Charles Maillard.
- Alphonse Muscat
- Eugène Piron.
- Charles-Henri Pourquet.
- Paul Roger-Bloche.
- Jules Roulleau, second prix de Rome en 1880.
- Constant Roux.
- Victor Ségoffin.
- Alphonse Camille Terroir, dès 1893, premier prix de Rome en 1902.
- Raoul Verlet, entre 1886 et 1887, second prix de Rome en 1887.